# أوبك
منظمة الدول المصدرة للنفط (بالإنجليزية: Organization of the Petroleum Exporting Countries) وتُختصر: أوبك (بالإنجليزية: OPEC)، هي منظمة حكومية دولية مكونة من 13 دولة. أسست في 14 أيلول/سبتمبر 1960 في بغداد من قبل الأعضاء الخمسة الأوائل (إيران والعراق والكويت والمملكة العربية السعودية وفنزويلا)، ومقرها الرئيسي في فيينا في النمسا منذ عام 1965، رغم أن النمسا ليست دولة عضو في أوبك. وفقاً لمنظمة أوبك، وبحلول نهاية عام 2021م، فإن 80.4% من احتياطيات البترول المؤكدة في العالم موجودة في الدول الأعضاء في أوبك، في حين أن حصة أوبك وأوبك بلس من إمدادات البترول الخام بلغت حوالي 29% و44% على التوالي من إجمالي المعروض العالمي حتى تاريخه. مما أعطى أوبك تأثيرًا كبيرًا على أسعار النفط العالمية التي حددتها سابقًا ما تسمى «الأخوات السبع» وهي مجموعة شركات نفط متعددة الجنسيات.
تتمثل المهمة المعلنة للمنظمة في «تنسيق السياسات النفطية للدول الأعضاء وتوحيدها، وضمان استقرار أسواق النفط، من أجل تأمين إمداد فعال واقتصادي ومنتظم للنفط من أجل المستهلكين، ودخل ثابت للمنتجين، ومردود رأس مال عادل لأولئك الذين يستثمرون في صناعة النفط».
وأهداف أوبك المعلنة في النظام التشريعي لأوبك، والمتاحة للعامة على موقعها الإلكتروني هي تنسيق وتوحيد السياسات البترولية للدول الأعضاء وتحديد أفضل الطرق لحماية مصالحها الفردية والجماعية، وإيجاد السبل والوسائل الكفيلة باستقرار الأسعار في أسواق البترول العالمية بهدف الحد من التقلبات السلبية وغير الضرورية، والأخذ في الاعتبار مصالح الدول المنتجة وضرورة تأمين عائد ثابت لها من خلال تأمين إمدادات فعالة واقتصادية ومنتظمة من البترول للدول المستهلكة، وبالإضافة للعائد العادل على رأس أموال المستهلكين الذين يستثمرون في صناعة البترول.
يستشهد الاقتصاديون غالبًا بمنظمة أوبك كمثال نموذجي عن اتفاق تعاون لتقليل المنافسة في السوق، لكن المشاورات تحميها حصانة الدولة بموجب القانون الدولي. تعد المنظمة أيضًا مزودًا مهمًا للمعلومات حول سوق النفط الدولي. ومع أن بعض المصادر تستخدم مصطلح كارتل لوصف المنظمة إلا أن الأمين العام لمنظمة أوبك السابق محمد باركيندو ينفي هذا الوصف: «يجب أن يكون واضحًا أن أوبك ليست منظمة احتكارية أو كارتل، ولكنها منصة عالمية مسؤولة تسعى باستمرار للحفاظ على الاستقرار في أسواق النفط، لصالح كل من المنتجين والمستهلكين. لدينا مصلحة متبادلة راسخة في النمو الصحي للاقتصاد العالمي».
شكل تأسيس أوبك نقطة تحول نحو السيادة الوطنية على الموارد الطبيعية، وأصبحت قرارات أوبك تلعب دورًا بارزًا في سوق النفط العالمي والعلاقات الدولية. ويمكن أن يكون التأثير قوياً بشكل خاص عندما تؤدي الحروب أو الاضطرابات المدنية إلى انقطاعات ممتدة في الإمداد.
أدت القيود المفروضة على إنتاج النفط في سبعينيات القرن العشرين إلى ارتفاع كبير في أسعار النفط وفي عائدات أوبك وثرواتها، مترافقة بعواقب طويلة الأمد وبعيدة المدى على الاقتصاد العالمي. بدأت أوبك في ثمانينيات القرن العشرين في تحديد أهداف إنتاجية لدولها الأعضاء، إذ ترتفع أسعار النفط عندما تُخفّض الأهداف بشكل عام. حدث ذلك مؤخرًا مع قرارات المنظمة لعامي 2008 و2016 لتقليص العرض الزائد.
تشمل الدول الأعضاء في أوبك حاليًا: الجزائر، وأنغولا، وغينيا الاستوائية، والجابون، وإيران، والعراق، والكويت، وليبيا، ونيجيريا، وجمهورية الكونغو، والمملكة العربية السعودية، والإمارات العربية المتحدة، وفنزويلا. وشملت قائمة أعضاء أوبك السابقين الإكوادور وإندونيسيا وقطر. وقعت أوبك اتفاق يعرف بـ أوبك بلس ويضم الاتفاق 23 دولة مصدرة للنفط للأسواق. جرى التوصل لهذا الاتفاق في تشرين الثاني/نوفمبر عام 2016 بهدف خفض إنتاج البترول لتحسين أسعار النفط وإعادة التوازن إلى السوق.

## التنظيم والهيكل
في ستينيات وسبعينيات القرن الماضي، أعادت أوبك في سلسلة من الخطوات هيكلة النظام العالمي لإنتاج النفط لصالح الدول المنتجة وبعيدًا عن احتكار شركات النفط الأنجلو أمريكية المهيمنة الأخوات السبع. وسهّل التنسيق بين الدول المنتجة للنفط داخل أوبك عليها تأميم إنتاج النفط وهيكلة الأسعار لصالحهم دون التعرض للعقوبات من الحكومات والشركات الغربية. إذ قبل إنشاء أوبك، عوقبت دول منفردة منتجة للنفط بسبب اتخاذها خطوات لتغيير نظام السيطرة على إنتاج النفط داخل حدودها. فقد أجبرت الدول عسكرياً (كما حدث في عام 1953، عندما دبرت الولايات المتحدة والمملكة المتحدة انقلابًا ضد محمد مصدق بعد أن أمم إنتاج النفط الإيراني) أو اقتصاديًا (كما هو الحال عندما أبطأت الأخوات السبع إنتاج النفط في دولة غير ممتثلة وزادت من إنتاج النفط في أماكن أخرى) عندما تتعارض مع مصالح الأخوات السبع وحكوماتهن.

### القيادة واتخاذ القرار

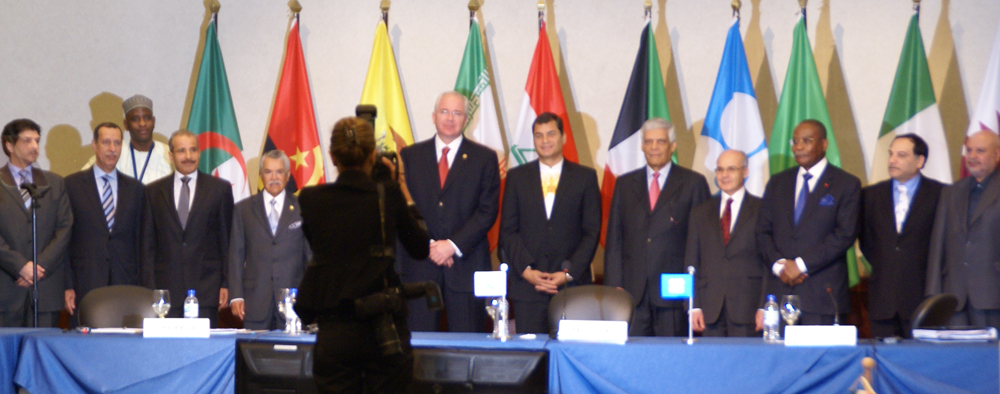
مندوبو مؤتمر الأوبك في سويسوتيل، كيتو، الإكوادور، كانون الأول/ديسمبر 2010.

مؤتمر الأوبك هو السلطة العليا للمنظمة، ويتكون من وفود يرأسها عادة وزراء النفط في الدول الأعضاء، والرئيس التنفيذي للمنظمة هو الأمين العام لمنظمة أوبك. يجتمع المؤتمر عادة في مقر فيينا، مرتين في السنة على الأقل وفي دورات استثنائية إضافية عند الضرورة. وهي تعمل عمومًا على مبادئ الإجماع و«عضو واحد، صوت واحد»، حيث تدفع كل دولة رسوم عضوية متساوية في الميزانية السنوية. ومع ذلك، نظرًا لأن المملكة العربية السعودية هي حتى الآن أكبر دولة مصدرة للنفط وأكثرها ربحية في العالم، ولديها قدرة كافية للعمل كمنتج متأرجح تقليدي لتحقيق التوازن في السوق العالمية، فحسب وصف انجلي رافال، في صحيفة الفايننشال تايمز، فهي بمثابة «القائد الفعلي لمنظمة أوبك».

### الميثاق الدولي
أظهر أعضاء أوبك في مراحل مختلفة، تصرفاً تكتلياً واضحًا مناهضًا للمنافسة من خلال اتفاقيات المنظمة حول إنتاج النفط ومستويات الأسعار. ويستشهد الاقتصاديون غالبًا بمنظمة أوبك بوصفها مثالاً نموذجياً عن كارتل متعاون يقلل المنافسة في السوق، كما ورد في معجم منظمة التعاون الاقتصادي والتنمية لاقتصاديات المنظمات الصناعية وقانون المنافسة:
اتفاقيات السلع الدولية التي تغطي منتجات مثل البن والسكر والقصدير والنفط، ومؤخرًا (أوبك: منظمة البلدان المصدرة للنفط) تُعد أمثلة على اتحاد المنتجين الكارتل الدولي الذي استلزم علنًا اتفاقيات بين الحكومات الوطنية المختلفة.
يفضل أعضاء أوبك بشدة وصف منظمتهم على أنها تُمثل قوة معتدلة من أجل استقرار السوق بدلاً من أن تكون كارتل قوي مناهض للمنافسة. وتأكيداً لهذا الدور، فقد أسست المنظمة كثقل موازن ضد اتحاد «الأخوات السبع» السابق لشركات النفط متعددة الجنسيات، وحافظ موردو الطاقة من خارج أوبك على حصة سوقية كافية لدرجة كبيرة من المنافسة العالمية. وعلاوة على ذلك، وبسبب «معضلة السجينين» الاقتصادية التي تشجع كل دولة عضو على حدة لتخفيض سعرها وتجاوز حصتها من الإنتاج. غالبًا ما يؤدي عدم الالتزام المنتشر داخل أوبك إلى تآكل قدرتها على التأثير على أسعار النفط العالمية من خلال العمل الجماعي. وصف جيف كولجان أوبك بأنها هي كارتل، مشيرًا إلى عدم الالتزام في المنظمة: «يحتاج الكارتل إلى تحديد أهداف صعبة وتحقيقها؛ تضع أوبك أهدافًا سهلة وتفشل حتى في تحقيقها».
تؤكد أوبك أنها تحرص في أنظمتها على جدية الالتزام من خلال التوزيع العادل بين كل الأعضاء المشاركين في الاتفاق، والأعضاء الذين يتجاوزون حصص الإنتاج يفترض بهم أن ينتجوا أقل في الأشهر التالية وتتابع عن كثب هذه التعويضات وأعلنت أن متوسط التزام اتفاقية أوبك بلس 2022 بلغ 148% وذلك خلال الفترة من أيار/مايو 2020 إلى تشرين الثاني/نوفمبر 2022 وأن أسواق البترول هي الأكثر استقرارا مقارنة بسلع الطاقة الأخرى وهذا الاستقرار هو أحد الأهداف المعلنة لأوبك.
لم تشارك أوبك في أي نزاعات تتعلق بقواعد المنافسة لمنظمة التجارة العالمية، على الرغم من الاختلاف الكبير بين أهداف وأعمال ومبادئ المنظمتين. قضى قرار رئيسي لمحكمة المقاطعة الأمريكية بأن مشاورات أوبك محمية باعتبارها أعمال «حكومية» للدولة بموجب قانون حصانات السيادة الأجنبية، وبالتالي فهي خارج النطاق القانوني لقانون المنافسة الأمريكي الذي يحكم الأعمال «التجارية». وعلى الرغم من المشاعر المنتشرة ضد أوبك، فإن المقترحات التشريعية للحد من الحصانة السيادية للمنظمة، مثل قانون نوبك لم تنجح حتى الآن.

### التعارضات
ثمة أراء تقول بأن منظمة أوبك تواجه غالباً صعوبة في التوصل إلى اتفاقات حول السياسات بسبب اختلاف قدرات دول الأعضاء في تصدير النفط، وتكاليف الإنتاج، والاحتياطيات، والخصائص الجيولوجية، والسكان، والتنمية الاقتصادية، والوضع المالي، والظروف السياسية. ويمكن أن تصبح احتياطيات النفط نفسها مصدرًا لصراع خطير، وعدم استقرار واختلال في التوازن، الحالة التي يسميها الاقتصاديون «لعنة الموارد الطبيعية».
وهناك تعقيد آخر يتمثل في أن الصراعات المرتبطة بالدين في الشرق الأوسط تُعد من السمات المتكررة في المشهد الجيوسياسي لهذه المنطقة الغنية بالنفط. والصراعات الدولية المهمة في تاريخ منظمة أوبك هي حرب 1967 (1967)، وحرب أكتوبر (1973)، وحصار أوبك (1975)، والثورة الإيرانية (1979)، والحرب الإيرانية العراقية (1980-1988)، والاحتلال العراقي للكويت (1990-1991)، وهجمات 11 سبتمبر/أيلول (2001)، والاحتلال الأمريكي للعراق (2003-2011)، والصراع في دلتا النيجر (2004 إلى الوقت الحاضر)، والربيع العربي (2010-2012)، والأزمة الليبية (2011-الوقت الحاضر)، والحظر الدولي ضد إيران (2012-2016). وعلى الرغم من أن مثل هذه الأحداث يمكن أن تعطل مؤقتًا إمدادات النفط وترفع الأسعار، إلا أن النزاعات المتكررة وعدم الاستقرار تميل إلى الحد من تماسك وفعالية منظمة أوبك على المدى الطويل. وتصرح المنظمة عن جدية التزام الأعضاء ومتابعة آلية التعويضات وأنها لم تستمر فحسب بل تطورت إلى أوبك بلس منذ نشأتها حتى الوقت الحالي.

## السياق التاريخي والأثر

### ما بعد الحرب العالمية الثانية
اتخذت فنزويلا الخطوات الأولى في اتجاه أوبك، من خلال دعوة إيران والعراق والكويت والمملكة العربية السعودية لتحسين الاتصالات بين الدول المصدرة للنفط مع تعافي العالم من الحرب العالمية الثانية.:1 وفي تلك المرحلة الزمنية، دخلت بعض أكبر حقول النفط في العالم آنذاك الإنتاج في الشرق الأوسط. أنشأت الولايات المتحدة لجنة الاتفاق النفطي المشتركة بين الولايات للانضمام إلى لجنة تكساس للسكك الحديدية في الحد من فائض الإنتاج.
كانت الولايات المتحدة في الوقت نفسه أكبر منتج ومستهلك للنفط في العالم، وقد هيمنت مجموعة من الشركات متعددة الجنسيات تعرف باسم «الأخوات السبع» على السوق العالمية، وكان مقر خمس منها في الولايات المتحدة بعد تفكك احتكار شركة ستاندرد أويل الأصلية لجون دافيسون روكفلر. تحمست الدول المصدرة للنفط في نهاية المطاف لتشكيل أوبك كثقل موازن لتركيز القوة السياسية والاقتصادية.

### 1959–1960: غضب من الدول المصدرة
في شباط/فبراير 1959، عندما أصبحت الإمدادات الجديدة متاحة، خفضت شركات النفط متعددة الجنسيات انفراديًا في شباط/فبراير 1959 أسعارها المعلنة للنفط الخام الفنزويلي والشرق أوسطي بنسبة 10%. وبعد أسابيع، انعقد مؤتمر النفط العربي الأول لجامعة الدول العربية في القاهرة في مصر، حيث قدمت الصحفية المؤثرة واندا جابلونسكي وزير النفط السعودي عبد الله الطريقي للمراقب الفنزويلي خوان بابلو بيريز ألفونزو، ممثلا أكبر دولتين منتجتين للنفط غير الولايات المتحدة والاتحاد السوفيتي. غضب وزيرا النفط من تخفيضات الأسعار، وقاد الاثنان زملائهما المندوبين لتأسيس «ميثاق المعادي» أو «اتفاق السادة»، داعين إلى «لجنة نفط استشارية» للدول المصدرة، والتي يجب أن تقدم لها شركات النفط متعددة الجنسيات خططًا لتغيير الأسعار. أبلغت جابلونسكي عن عداء ملحوظ تجاه الغرب واحتجاج متزايد ضد «الإقطاعية الغيابية» من قبل شركات النفط متعددة الجنسيات، والتي سيطرت في ذلك الوقت على جميع عمليات النفط داخل البلدان المصدرة وتمتعت بنفوذ سياسي هائل.
أبلغت جابلونسكي عن عداء ملحوظ تجاه الغرب واحتجاج متزايد ضد «الإقطاعية الغيابية» من قبل شركات النفط متعددة الجنسيات، والتي سيطرت في ذلك الوقت على جميع عمليات النفط داخل البلدان المصدرة وتمتعت بنفوذ سياسي هائل.
أعلنت شركات النفط متعددة الجنسيات انفراديًا في آب/أغسطس 1960-متجاهلة التحذيرات ومع تفضيل الولايات المتحدة النفط الكندي والمكسيكي لأسباب إستراتيجية- تخفيضات كبيرة في أسعارها المعلنة للنفط الخام في الشرق الأوسط.

### 1960–1975: التأسيس والتوسع

محمد شياع السوداني، رئيس وزراء العراق، مجتمعاً في بغداد مع وزراء نفط منظمة أوبك في يوم 16 حزيران سنة 2023، محتفلين بالذكرى الثالثة والستين على إنشاء المنظمة في بغداد.

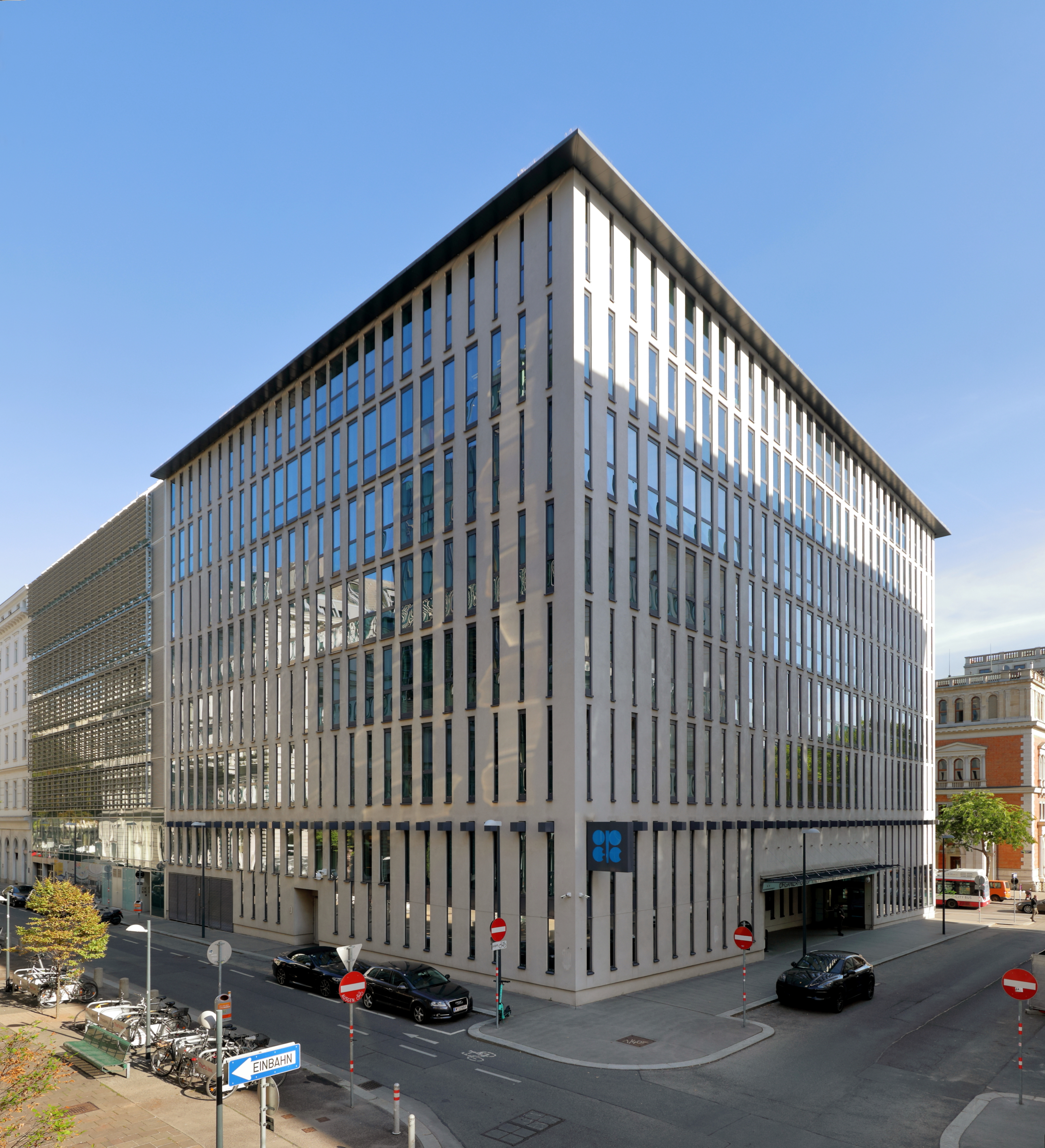
مقر أوبك في فيينا (المبنى الذي أنشئ عام 2009).

عُقد مؤتمر بغداد بمبادرة من الطريقي، وبيريز ألفونزو، ورئيس الوزراء العراقي عبد الكريم قاسم الذي فوتت بلاده مؤتمر عام 1959، وذلك خلال الفترة بين 10 و14 أيلول/سبتمبر عام 1960. التقى ممثلون حكوميون من إيران والعراق والكويت والمملكة العربية السعودية وفنزويلا في بغداد لمناقشة سبل زيادة أسعار النفط الخام الذي تنتجه بلدانهم، وسبل الرد على الإجراءات الأحادية الجانب من قبل شركات النفط متعددة الجنسيات. «شكلت المملكة العربية السعودية مع المنتجين العرب وغير العرب منظمة البلدان المصدرة للبترول (أوبك) لتأمين أفضل سعر متاح من كبرى شركات النفط» رغم المعارضة الأمريكية الشديدة.
دعا أعضاء الشرق الأوسط أساسًا إلى أن يكون مقر أوبك في بغداد أو بيروت، لكن فنزويلا جادلت من أجل موقع محايد، ولذلك اختارت المنظمة جنيف في سويسرا. انتقلت منظمة أوبك في 1 أيلول/سبتمبر 1965 إلى فيينا في النمسا، بعد أن رفضت سويسرا تمديد الامتيازات الدبلوماسية.
خلال سنوات أوبك الأولى، كان لدى الدول المنتجة للنفط اتفاقية ربح بنسبة مناصفة مع شركات النفط. تساومت أوبك مع شركات النفط المهيمنة «الأخوات السبع»، لكن أوبك واجهت مشاكل التنسيق بين أعضائها. فإذا طلب أحد أعضاء أوبك الكثير من شركات النفط، فيمكن لشركات النفط أن تبطئ الإنتاج في ذلك البلد وتزيد الإنتاج في أماكن أخرى. ظلت اتفاقيات 50/50 سارية حتى عام 1970 عندما تفاوضت ليبيا على اتفاقية 58/42 مع شركة النفط أوكسيدنتال، مما دفع أعضاء أوبك الآخرين إلى طلب اتفاقيات أفضل مع شركات النفط.
وُقّعت اتفاقية بين شركات النفط الكبرى وأعضاء أوبك الذين يمارسون الأعمال التجارية في منطقة البحر الأبيض المتوسط في عام 1971 وسميت اتفاقية طرابلس. رفعت الاتفاقية الموقعة في 2 نيسان/أبريل عام 1971 أسعار النفط وزادت حصص أرباح الدول المنتجة.
شملت قائمة الدول التي انضمت إلى الدول المؤسسة الخمس خلال الفترة 1961-1975: قطر (1961)، وإندونيسيا (1962-2008، و2014-2016)، وليبيا (1962)، والإمارات العربية المتحدة (إمارة أبو ظبي فقط في عام 1967)، والجزائر (1969)، ونيجيريا (1971)، والإكوادور (1973-1992، و2007-2020)، والغابون (1975-1994، انضمت مرة أخرى عام 2016). أسهم أعضاء أوبك بحلول أوائل سبعينيات القرن العشرين في أكثر من نصف إنتاج النفط في جميع أنحاء العالم.
حث القائم بأعمال الأمين العام لمنظمة أوبك محمد باركيندو في عام 2006، جيرانه الأفارقة أنغولا والسودان على الانضمام، بهدف توسيع نشاط المنظمة، فانضمت أنغولا في عام 2007، وغينيا الاستوائية في عام 2017. حضر ممثلون من مصر والمكسيك والنرويج وعُمان وروسيا ودول أخرى مصدرة للنفط العديد من اجتماعات أوبك منذ ثمانينيات القرن العشرين كمراقبين، وذلك كآلية غير رسمية لتنسيق السياسات.

### 1973–1974: حظر البترول

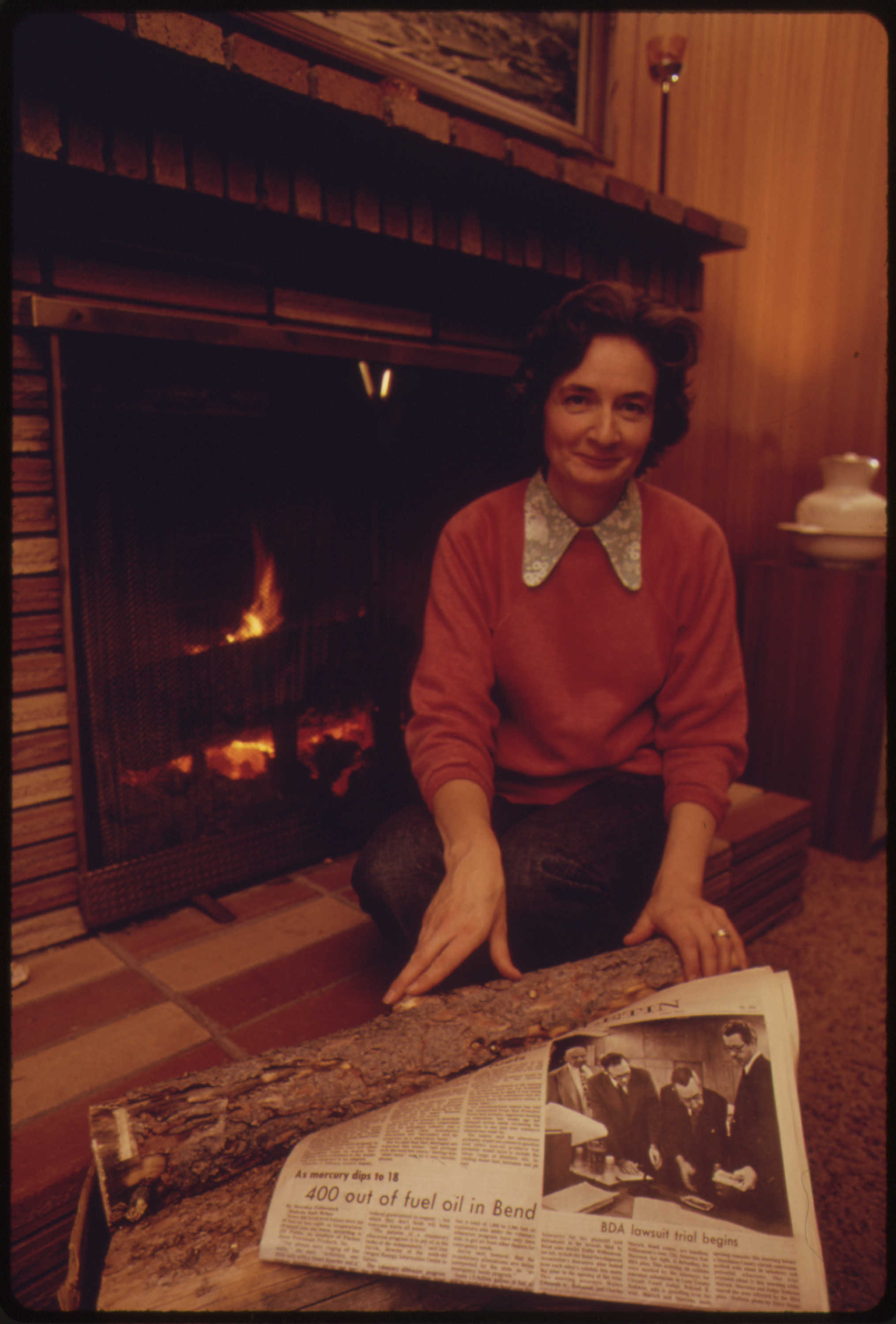
امرأة تستخدم الحطب في الموقد للتدفئة، ويظهر في الصورة عنوان في إحدى الصحف يُشير إلى نقص وقود التدفئة.

كان سوق النفط محدوداً في أوائل السبعينيات، الأمر الذي قلل من المخاطر التي يتعرض لها أعضاء أوبك عند تأميم إنتاجهم النفطي. وكانت إحدى المخاوف الرئيسية لأعضاء أوبك هي أن يؤدي التأميم إلى انخفاض حاد في أسعار النفط.
في أكتوبر 1973، أعلنت منظمة الأقطار العربية المصدرة للبترول (أوابك) تخفيضات كبيرة في الإنتاج وحظرًا نفطيًا ضد الولايات المتحدة والدول الصناعية الأخرى التي دعمت إسرائيل في حرب أكتوبر.
كانت محاولة حظر النفط السابقة غير فعالة إلى حدٍ كبير ردًا على حرب 1967. ومع ذلك، كانت النتيجة في عام 1973 هي ارتفاع حاد في أسعار النفط وإيرادات أوبك، حيث ارتفع سعر البرميل من 3 دولارات إلى 12 دولارًا، وشهدت فترة طوارئ لتقنين الطاقة مع تفاقم ردود الفعل المندفعة، وتراجع في إنتاج النفط في الولايات المتحدة، وتخفيضات في قيمة العملات، وتسببت أيضًا بإضراب طويل لعمال المناجم في المملكة المتحدة. ولفترة محدودة، فرضت المملكة المتحدة أسبوع العمل الطارئ لمدة ثلاثة أيام.
كما حظرت سبع دول أوروبية قيادة السيارات غير الضرورية أيام الأحد. وحدّدت محطات الوقود الأمريكية كمية البنزين التي يمكن الاستغناء عنها، وأغلقت أيام الأحد، وقُيّدت الأيام التي يمكن فيها شراء البنزين بناءً على أرقام لوحات السيارات.
وحتى بعد انتهاء الحظر في آذار/مارس 1974، في أعقاب نشاط دبلوماسي مكثف، استمرت الأسعار في الارتفاع، وشهد العالم ركود اقتصادي (1973-1975) عالمي، مع ارتفاع معدلات البطالة والتضخم في الوقت نفسه، وانخفاض حاد في أسعار الأسهم والسندات، وتحولات كبيرة في الموازين التجارية وتدفقات النفط، ونهاية مفاجئة للازدهار الاقتصادي بعد الحرب العالمية الثانية.
لقد ترك الحظر النفطي الذي فُرض في الفترة من 1973-1974 تأثيرات دائمة على الولايات المتحدة وغيرها من الدول الصناعية، حيث أسست هذه الدول الوكالة الدولية للطاقة استجابة لهذا الحدث، وكذلك صممت احتياطي النفط الإستراتيجي الوطنية لتصمد شهور من انقطاعات الإمدادات في المستقبل.
شملت جهود الحفاظ على النفط خفض الحد الأقصى للسرعة على الطرق السريعة، وتصميم سيارات وأجهزة كهربائية أصغر حجمًا وأكثر كفاءة في استهلاك الطاقة، وتطبيق التوقيت الصيفي على مدار العام، وتخفيض استخدام التدفئة والتهوية وتكييف الهواء، وتحسين عزل المباني، ودعم وسائل النقل الجماعي، والتركيز على الفحم والغاز الطبيعي والإيثانول والطاقة النووية، وغيرها من مصادر الطاقة البديلة. وأصبحت هذه الجهود ذات الأثر طويل الأجل فعالة بدرجة كافية، حيث ارتفع استهلاك النفط في الولايات المتحدة بنسبة 11% فقط خلال الفترة من 1980-2014، في حين ارتفع الناتج المحلي الإجمالي الحقيقي بنسبة 150%. ولكن في السبعينيات، أظهرت دول أوبك بشكل مقنع أن بإمكانها استخدام نفطها كسلاح سياسي واقتصادي ضد دول أخرى، على الأقل على المدى القصير.

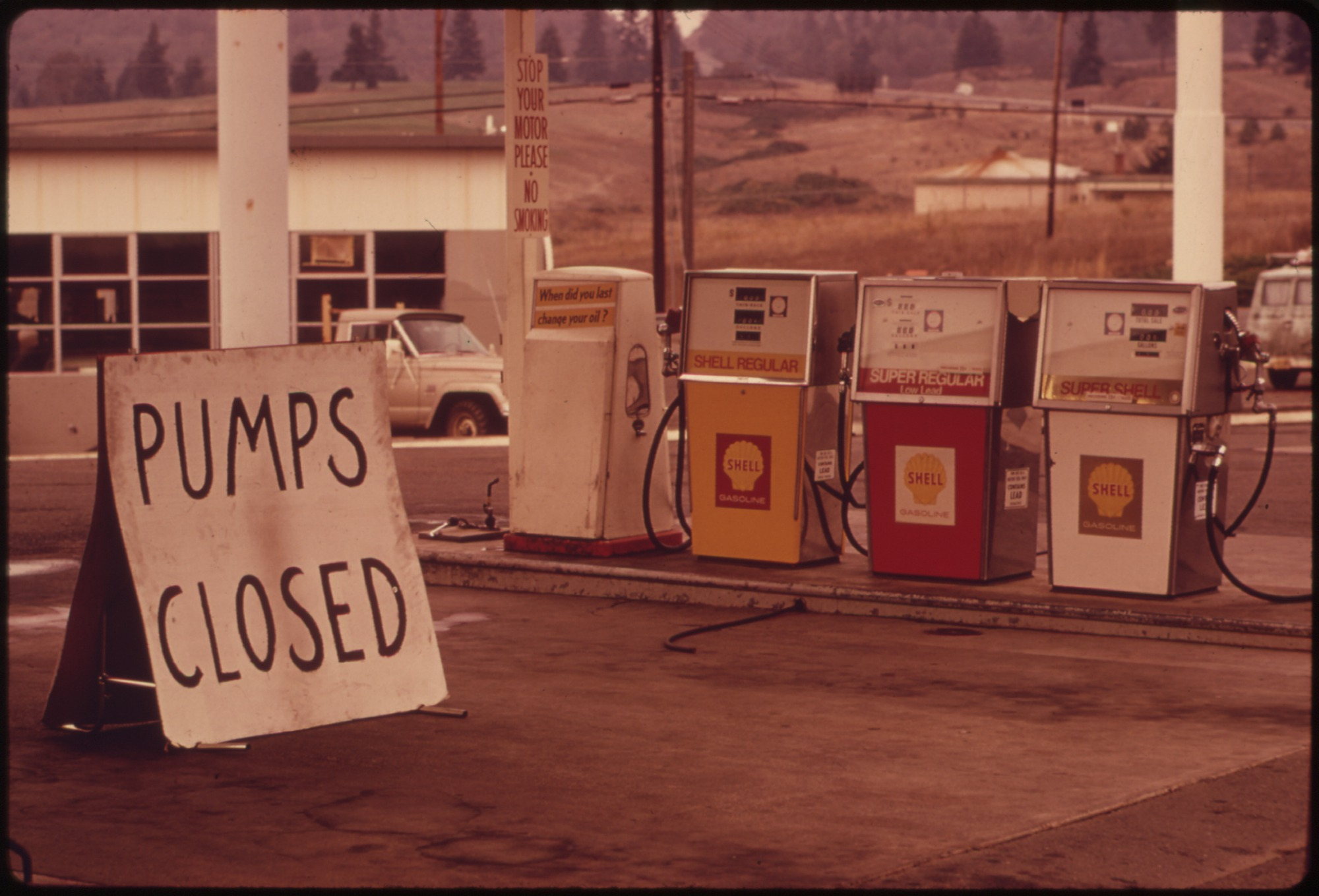
محطة وقود أمريكية تعاني من نقص في المعروض، مُغلقة خلال حظر النفط عام 1973.

كان الحظر يعني أيضًا أن قسمًا من دول حركة عدم الانحياز رأت القوة مصدر أمل لبلدانها النامية، وعبّر الرئيس الجزائري هواري بومدين عن هذا الأمل في خطاب ألقاه في الدورة الخاصة السادسة للأمم المتحدة في نيسان/أبريل 1974:
إن إجراء أوبك هو في الحقيقة التوضيح الأول وفي نفس الوقت التوضيح الأكثر واقعية والأكثر إثارة لأهمية أسعار المواد الخام لبلداننا، والحاجة الحيوية للدول المنتجة لإدارة أدوات التحكم في الأسعار، وأخيرًا، الإمكانات الكبيرة لاتحاد الدول المنتجة للمواد الخام. وينبغي أن تنظر البلدان النامية إلى هذا الإجراء على أنه مثال ومصدر للأمل.

### 1975–1980: صندوق أوبك للتنمية الدولية
يعود تاريخ أنشطة المساعدات الدولية لمنظمة أوبك إلى فترة طويلة قبل ارتفاع أسعار النفط في عامي 1973-1974. على سبيل المثال، يعمل الصندوق الكويتي للتنمية الاقتصادية العربية منذ عام 1961.
في السنوات التي أعقبت عام 1973، وكمثال لما يسمى «دبلوماسية دفتر الشيكات»، كانت بعض الدول العربية من بين أكبر مقدمي المساعدات الخارجية في العالم، وأضافت أوبك إلى أهدافها بيع النفط من أجل النمو الاقتصادي والاجتماعي للدول الفقيرة.
خُطط لصندوق أوبك الخاص في الجزائر العاصمة، الجزائر، في آذار/مارس 1975، وتأسس رسميًا في كانون الثاني/يناير التالي. «إعلان رسمي أعاد التأكيد على التضامن الطبيعي الذي يوحد دول أوبك مع الدول النامية الأخرى في كفاحها للتغلب على التخلف، ودعا إلى اتخاذ تدابير لتعزيز التعاون بين هذه البلدان... وتُعد موارد [صندوق أوبك الخاص] إضافية لتلك الموجودة بالفعل وأتاحتها دول أوبك من خلال عدد من القنوات الثنائية والمتعددة الأطراف». وفي أيار/مايو 1980، أصبح الصندوق وكالة رسمية للتنمية الدولية وأعيد تسميته بصندوق أوبك للتنمية الدولية وحصل على وضع مراقب دائم في الأمم المتحدة.

### 1975: احتجاز الرهائن
في 21 كانون الأول/ديسمبر 1975، أُحتجز وزير النفط السعودي أحمد زكي يماني، ووزير النفط الإيراني جمشيد آموزغار، ووزراء نفط أوبك الآخرين كرهائن أثناء حضور المؤتمر نصف السنوي في فيينا بالنمسا. وقد دبر الهجوم الذي قتل ثلاثة من غير الوزراء فريق من ستة أشخاص بقيادة الإرهابي الفنزويلي «كارلوس الثعلب»، وضم غابرييل كروشر-تيدمان وهانس يواكيم كلاين. وأعلنت المجموعة المسماة «ذراع الثورة العربية» أن هدفها تحرير فلسطين. خطط كارلوس للاستيلاء بالقوة على الاجتماع واحتجاز جميع وزراء النفط الأحد عشر الحاضرين للحصول على فدية، باستثناء يماني وآموزغار اللذين كان من المقرر إعدامهما.
رتب كارلوس سفر بالحافلة والطائرة لفريقه وعدد 42 من أصل 63 رهينة، مع توقفات في الجزائر وطرابلس، وخطة للسفر إلى بغداد كوجهة أخيرة، حيث كان من المقرر قتل يماني وآموزغار. وأطلق سراح جميع الرهائن الثلاثين من غير العرب في الجزائر العاصمة، باستثناء أموزيجار. وأفرج عن رهائن آخرين في محطة أخرى بطرابلس قبل أن يعودوا إلى الجزائر العاصمة. ومع بقاء عشرة رهائن فقط، أجرى كارلوس محادثة هاتفية مع الرئيس الجزائري هواري بومدين، الذي أبلغ كارلوس أن وفاة وزيري النفط ستؤدي إلى هجوم على الطائرة. عرض بومدين حق اللجوء على كارلوس في هذا الوقت وربما تعويضًا ماليًا لعدم إتمام مهمته. وأعرب كارلوس عن أسفه لعدم تمكنه من قتل يماني وآموزغار، ثم غادر هو ورفاقه الطائرة. وخرج جميع الرهائن والإرهابيين من الوضع بعد يومين من بدايته.
بعد فترة من الهجوم، كشف شركاء كارلوس أن العملية كانت بقيادة وديع حداد، مؤسس الجبهة الشعبية لتحرير فلسطين. كما زعموا أن الفكرة والتمويل جاءت من رئيس عربي، يُعتقد على نطاق واسع أنه معمر القذافي من ليبيا، وهو نفسه عضو في أوبك. زعم زميلا كارلوس المسلحان بسام أبو شريف وكلاين أن كارلوس تلقى فدية تتراوح بين 20 مليون و50 مليون دولار أمريكي من «رئيس عربي» واحتفظ بها. ادعى كارلوس أن السعودية دفعت فدية نيابة عن إيران، لكن الأموال «حولت في الطريق وضاعت في الثورة». ألقي القبض على كارلوس أخيرًا في عام 1994 ويقضي عقوبة بالسجن المؤبد في 16 جريمة قتل أخرى على الأقل.

### 1979–1980: أزمة البترول ووفرة البترول في الثمانينات

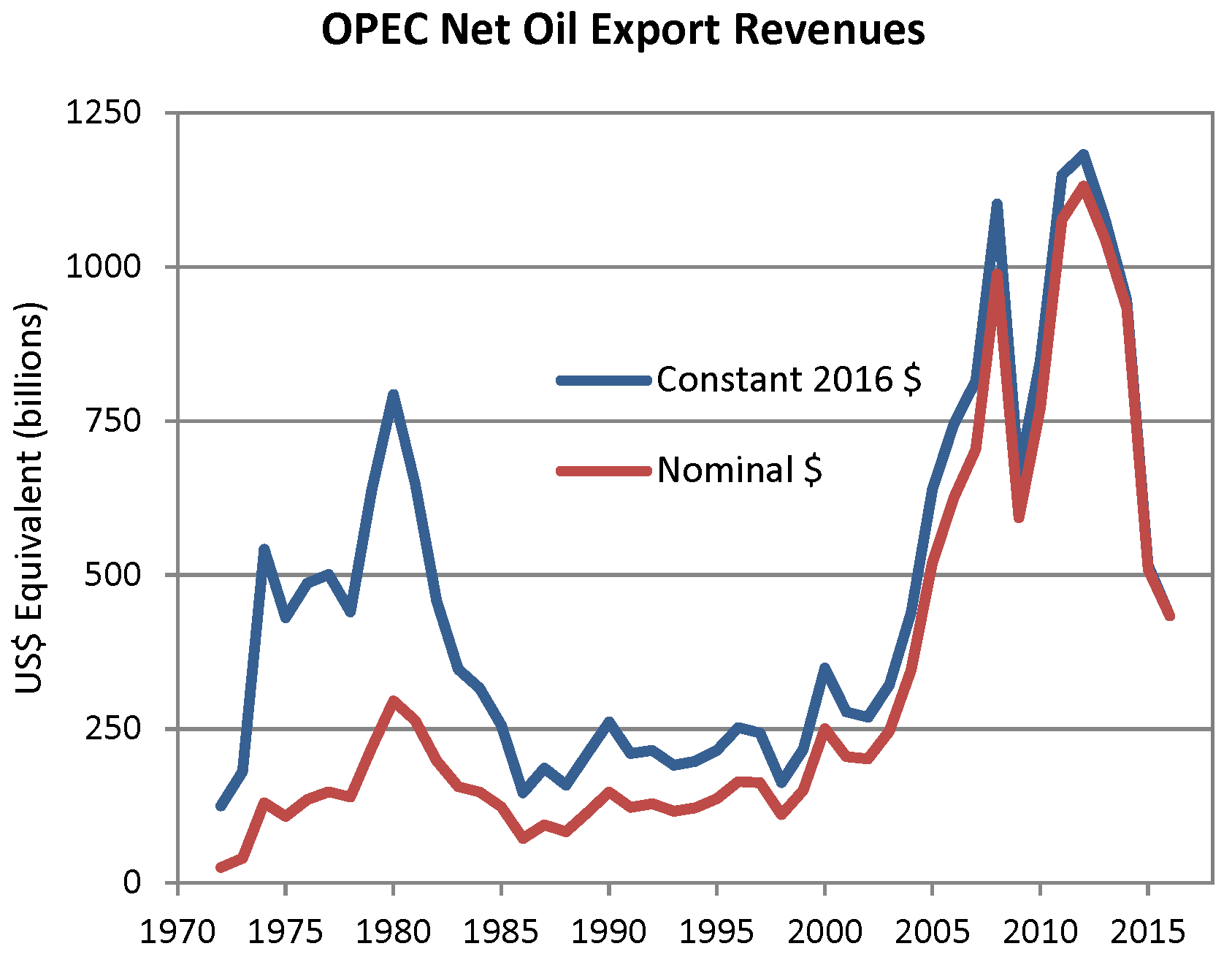
تقلبات إيرادات صادرات أوبك الصافية للنفط منذ عام 1972.

استجابة لموجة تأميم النفط وارتفاع الأسعار في السبعينيات، اتخذت الدول الصناعية خطوات لتقليل اعتمادها على نفط أوبك، خاصة بعد وصول الأسعار إلى مستويات قياسية تقترب من 40 دولارًا للبرميل في 1979-1980 حينما أدت الثورة الإيرانية والحرب الإيرانية العراقية إلى زعزعة الاستقرار الإقليمي وإمدادات النفط. تحولت المرافق الكهربائية في جميع أنحاء العالم من النفط إلى الفحم أو الغاز الطبيعي أو الطاقة النووية؛ وبدأت الحكومات الوطنية برامج بحثية بمليارات الدولارات لتطوير بدائل للنفط؛ وتطورت الاستكشافات التجارية لحقول نفط رئيسية خارج أوبك في سيبيريا وألاسكا وبحر الشمال وخليج المكسيك.
بحلول عام 1986، انخفض الطلب العالمي اليومي على النفط بمقدار 5 ملايين برميل، وارتفع الإنتاج من خارج أوبك بمقدار أكبر، وانخفضت حصة أوبك في السوق من حوالي 50% في عام 1979 إلى أقل من 30% في عام 1985. يوضح هذا التطور الحقبات الزمنية المتقلبة لدورات السوق النمطية للموارد الطبيعية على مدى عدة سنوات، حيث كانت النتيجة انخفاضًا في سعر النفط لمدة ست سنوات، وتراجع بأكثر من النصف في عام 1986 وحده. وكما لخص أحد محللي النفط بإيجاز: «عندما يرتفع سعر شيء أساسي مثل ارتفاع أسعار النفط، يقوم الناس بأمرين: العثور على المزيد منه وإيجاد طرق لاستخدام أقل منه».
لمواجهة انخفاض الإيرادات من مبيعات النفط، ضغطت المملكة العربية السعودية في عام 1982 على أوبك لتدقيق حصص الإنتاج في محاولة للحد من الإنتاج وزيادة الأسعار، وعندما فشلت دول أوبك الأخرى في الامتثال، خفضت المملكة العربية السعودية لأول مرة إنتاجها من 10 ملايين برميل يوميًا في 1979-1981 إلى ثلث هذا المستوى فقط في عام 1985. وعندما ثبت أن هذا غير فعال، عكست مسارها وطرحت في السوق النفط الرخيص، ممّا أدى إلى انخفاض الأسعار إلى أقل من 10 دولارات للبرميل، وأصبح المنتجون ذوي التكلفة المرتفعة غير مستفيدين. ويعود السبب في هذا الإجراء إلى أن دور المملكة كمنتج متأرجح في تلك الفترة أضرها، حيث هبطت عائداتها من 119 مليار دولار في عام 1981 إلى 26 مليار في عام 1985 وبدأت تعاني من عجز في الميزانية، وتضاعف حجم الديون حتى وصلت إلى 100% من الناتج المحلي الإجمالي.:133
وفي مواجهة المصاعب الاقتصادية المتزايدة (التي أسهمت في نهاية المطاف في انهيار الكتلة السوفيتية في عام 1989)، بدأ أخيراً مصدرو النفط «المنتفعون بالمجان» الذين فشلوا سابقًا في الامتثال لاتفاقيات أوبك، تقييد الإنتاج لدعم الأسعار استناداً إلى الحصص الوطنية المتفق عليها بعناية لتحقيق توازن بين المعايير الاقتصادية والمتعلقة بالنفط منذ عام 1986. (في إطار السيادة التي تتحكم بها الحكومات الوطنية في أراضيها، يمكن لحكومات أعضاء أوبك فرض حدود إنتاجية على شركات النفط الحكومية والخاصة). وبشكل عام عندما تخفض أهداف إنتاج أوبك، ترتفع أسعار النفط.

### 1990–2003: وفرة العرض والانقطاعات المحدودة

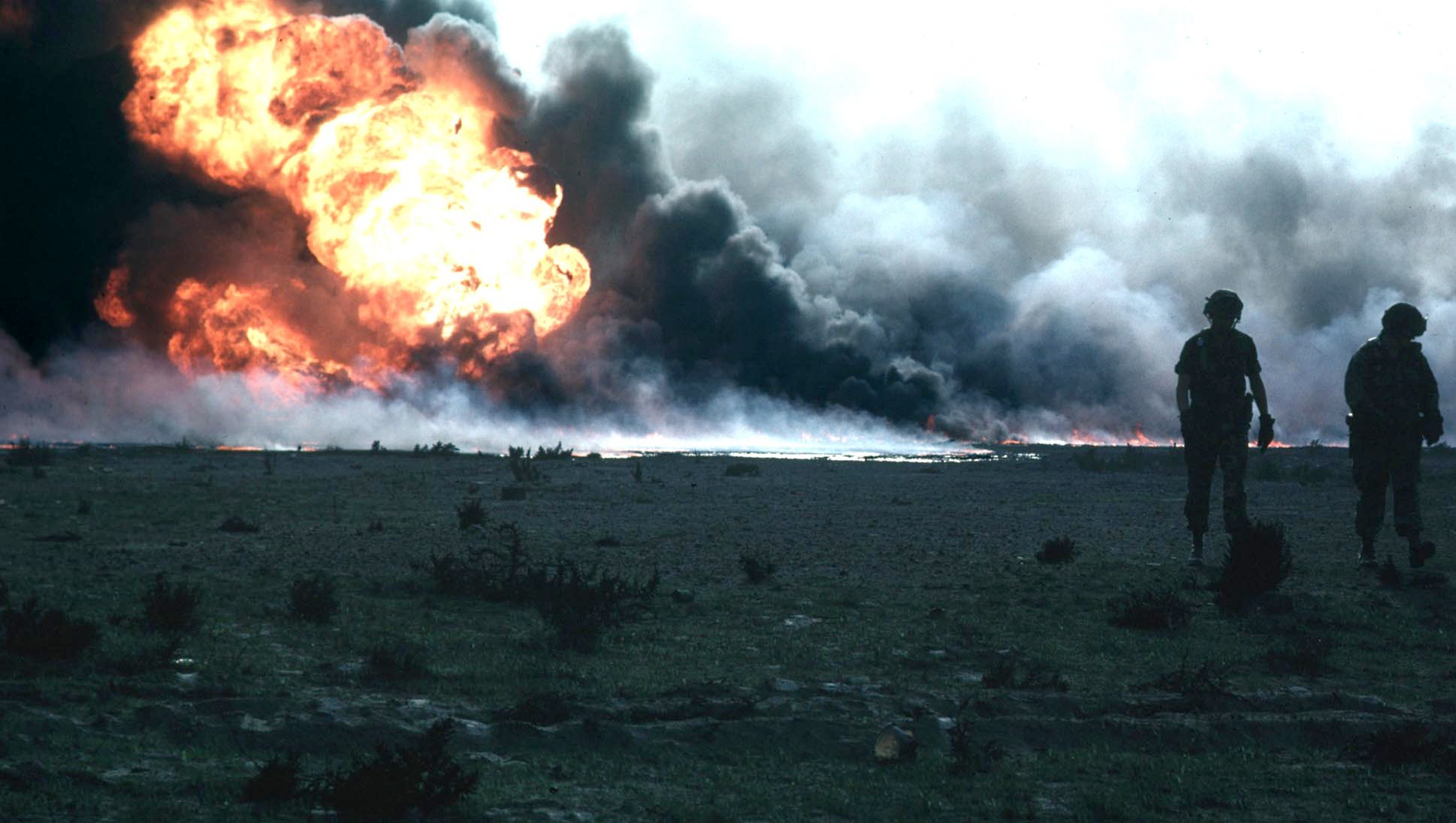
واحدة من مئات الحرائق في آبار النفط الكويتية التي أشعلتها القوات العراقية عند انسحابها

في الفترة التي سبقت الغزو العراقي للكويت في آب/أغسطس 1990، كان الرئيس العراقي صدام حسين يضغط على أوبك لإنهاء فائض الإنتاج ورفع أسعار النفط، من أجل مساعدة أعضاء أوبك ماليًا وتسريع إعادة الإعمار بعد الحرب الإيرانية العراقية 1980-1988. لكن هاتين الحربين العراقيتين ضد مؤسسي أوبك الزملاء شكلا نقطة ضعف في تماسك المنظمة، وتراجعت أسعار النفط بسرعة بعد انقطاع الإمدادات على المدى القصير. كان لهجمات القاعدة في أيلول/سبتمبر 2001 على الولايات المتحدة والغزو الأمريكي للعراق في آذار/مارس 2003 تأثيرات أخف على المدى القصير على أسعار النفط، حيث تعاونت المملكة العربية السعودية والمصدرون الآخرون مرة أخرى للحفاظ على إمدادات العالم بشكل كاف.
في تسعينيات القرن الماضي، فقدت أوبك أحدث عضوين فيها كانا قد انضما في منتصف السبعينيات، فقد انسحبت الإكوادور في كانون الأول/ديسمبر 1992 لأنها لم تكن على استعداد لدفع رسوم العضوية السنوية البالغة 2 مليون دولار أمريكي وشعرت أنها بحاجة إلى إنتاج نفط أكثر ممّا هو مسموح به بموجب حصة أوبك، على الرغم من انضمامها مرة أخرى في أكتوبر 2007.

تقلبات أسعار النفط الخام برنت، 1988-2015

ودفعت مخاوف مماثلة الغابون إلى تعليق عضويتها في كانون الثاني/يناير 1995؛ عادت إلى الانضمام في يوليو 2016. ظل العراق عضوًا في منظمة أوبك منذ تأسيس المنظمة، لكن الإنتاج العراقي لم يكن جزءًا من اتفاقيات حصص أوبك من 1998 إلى 2016، بسبب الصعوبات السياسية الهائلة التي تعاني منها البلاد.
أدى انخفاض الطلب الناجم عن الأزمة المالية الآسيوية 1997-1998 إلى تراجع أسعار النفط إلى مستويات عام 1986. وبعد تراجع النفط إلى حوالي 10 دولارات أمريكية للبرميل، حققت الدبلوماسية المشتركة تباطؤًا تدريجيًا في إنتاج النفط من قبل أوبك والمكسيك والنرويج. بعد أن تراجعت الأسعار مرة أخرى في تشرين الثاني/نوفمبر 2001، وافقت أوبك والنرويج والمكسيك وروسيا وعمان وأنغولا على خفض الإنتاج في 1 كانون الثاني/يناير 2002 لمدة 6 أشهر. وأسهمت أوبك بـ 1.5 مليون برميل يوميًا في التخفيضات المعلن عنها بنحو 2 مليون برميل يوميًا.
في حزيران/يونيو 2003، عقدت وكالة الطاقة الدولية ومنظمة أوبك أول ورشة عمل مشتركة بينهما حول قضايا الطاقة، واستمرت الاجتماعات بانتظام منذ ذلك الحين، «لفهم الاتجاهات والتحليل ووجهات النظر بشكل جماعي بشكل أفضل وتعزيز شفافية السوق والقدرة على التنبؤ».

### 2003–2011: التقلبات

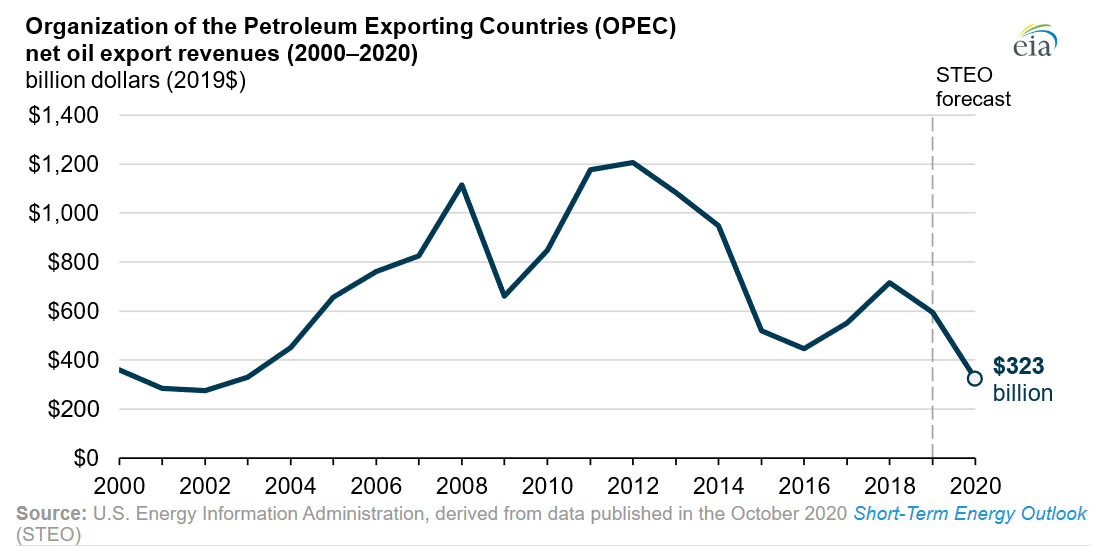
إجمالي إيرادات صادرات النفط الصافية لدول منظمة الدول المصدرة للنفط، 2000-2020

خلال ذروة الاحتلال الأمريكي للعراق 2003-2008، حدث تمرد وتخريب واسع النطاق بالتزامن مع زيادة سريعة في الطلب على النفط من الصين والمستثمرين المهتمين للسلع الأساسية، وتكرار العنف ضد صناعة النفط النيجيرية، وتضاؤل الطاقة الفائضة كدافع ضد النقص المحتمل. أدى هذا المزيج من القوى إلى ارتفاع حاد في أسعار النفط إلى مستويات أعلى بكثير من تلك التي استهدفتها أوبك سابقًا. وصل تقلب الأسعار إلى أقصى حد في عام 2008، حيث ارتفع خام غرب تكساس الوسيط إلى مستوى قياسي بلغ 147 دولارًا أمريكيًا للبرميل في تموز/يوليو ثم انخفض مرة أخرى إلى 32 دولارًا أمريكيًا للبرميل في كانون الأول/ديسمبر، خلال أسوأ ركود عالمي منذ الحرب العالمية الثانية. كما سجلت عائدات تصدير النفط السنوية لمنظمة أوبك رقماً قياسياً جديداً في عام 2008، قُدرت بحوالي 1 تريليون دولار أمريكي، ووصلت إلى معدلات سنوية مماثلة في 2011-2014 (إلى جانب نشاط إعادة تدوير البترودولار المكثف) قبل أن تنخفض مرة أخرى.
وعندما وقعت الحرب الأهلية الليبية والربيع العربي 2011، بدأت أوبك في إصدار بيانات صريحة لمواجهة «المضاربة المفرطة» في أسواق العقود الآجلة للنفط، وإلقاء اللوم على المضاربين الماليين لزيادة التقلبات التي تتجاوز أساسيات السوق.
في أيار/مايو 2008، أعلنت إندونيسيا أنها ستغادر أوبك عندما تنتهي عضويتها في نهاية ذلك العام، بعد أن أصبحت مستورداً صافياً للنفط وغير قادرة على تلبية حصتها من الإنتاج. وأكد بيان أصدرته منظمة أوبك في 10 أيلول/سبتمبر 2008 انسحاب إندونيسيا، مشيرا إلى أن أوبك «قبلت مع الأسف رغبة إندونيسيا في تعليق عضويتها الكاملة في المنظمة، وسجلت أملها في أن تكون البلاد في وضع يسمح لها بإعادة الانضمام إلى المنظمة في المستقبل القريب».

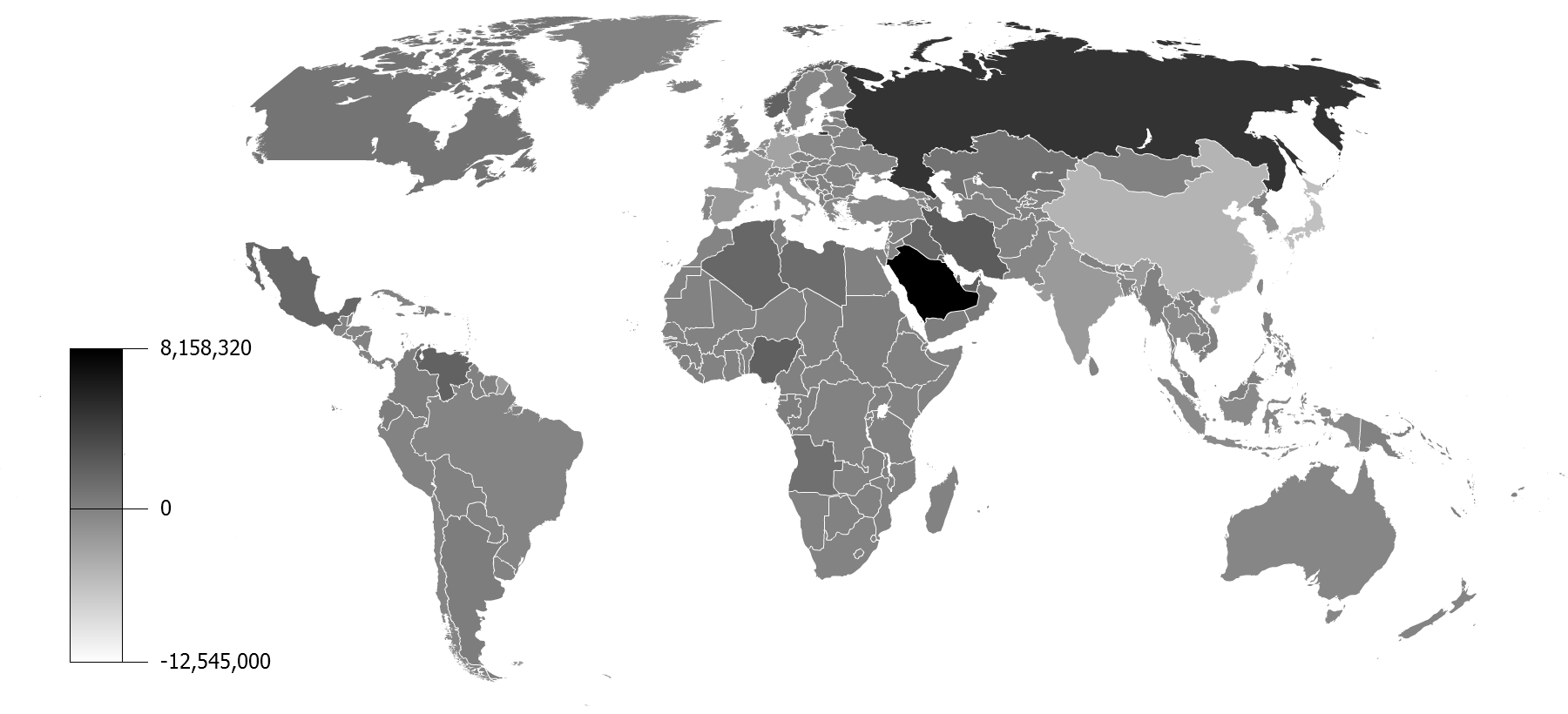
الدول حسب صافي صادرات النفط (عام 2008)

### 2008: مناقشات الإنتاج
كانت الاحتياجات الاقتصادية المختلفة للدول الأعضاء في أوبك تؤثر على المناقشات الداخلية وراء حصص إنتاج أوبك. وقد ضغط الأعضاء الأكثر فقرًا من أجل خفض الإنتاج من زملائهم الأعضاء، لزيادة سعر النفط وبالتالي إيراداتهم. كانت هذه المقترحات تتعارض مع إستراتيجية المملكة العربية السعودية المعلنة طويلة المدى كشريك مع القوى الاقتصادية العالمية لضمان تدفق ثابت للنفط من شأنه أن يدعم التوسع الاقتصادي. جزء من هذه السياسة هو أن النفط باهظ الثمن أو العرض غير الموثوق به سوف يدفع الدول الصناعية إلى الحفاظ على الطاقة وتطوير أنواع الوقود البديلة، مما يقلل من الطلب العالمي على النفط ويترك في النهاية البراميل غير الضرورية في باطن الأرض. وعن هذه النقطة، قال وزير النفط السعودي يماني سابقاً في عام 1973 في تصريحه المشهور: «العصر الحجري لم ينته بسبب نقص الحجارة». وسياستها المعلنة أكد عليها في وزير الطاقة السعودي في 2022 بقوله إن عملية تحول الطاقة يجب أن تخضع لاعتبارات دقيقة وليس للعلاقات العامة، ولا يجب أن نتخلى عن أمن الطاقة من أجل التحول «أردد دائمًا تحول الطاقة يجب أن يكون محكومًا بثلاثة محاور هي ضمان أمن الطاقة، ومساعدة مليارات البشر الذين لا يحظون بالتنمية الاقتصادية والازدهار، والتغير المناخي».
في 10 أيلول/سبتمبر 2008، مع استمرار أسعار النفط بالقرب من 100 دولار أمريكي للبرميل، حدث اختلاف حول الإنتاج عندما انسحب السعوديون، حسبما ورد، من جلسة التفاوض حيث صوت الأعضاء المتنافسون لخفض إنتاج أوبك. وجهة النظر السعودية هي أن خفض الأسعار بشكل معتدل الآن سيعزز الاقتصاد العالمي ويمنع الركود الذي قد يتسبب في انهيار أسعار النفط. ووصف وزير النفط السعودي علي النعيمي الأسواق بأنها كانت «متوازنة بشكل جيد» عندما وصل إلى فيينا.
على الرغم من أن المندوبين صادقوا على الحصص الجديدة، إلا أنهم صرحوا بأنهم لن يلتزموا بها. ونقلت صحيفة نيويورك تايمز عن أحد هؤلاء المندوبين قوله: «السعودية ستلبي طلب السوق. سنرى ما يتطلبه السوق ولن نترك العميل بدون بترول. لم تتغير السياسة». وعلى مدى الأشهر القليلة التالية، تراجعت أسعار النفط إلى 30 دولارًا، ولم تعد إلى 100 دولار حتى الحرب الأهلية الليبية في عام 2011.

### 2014–2017: وفرة البترول
خلال الفترة 2014-2015 تجاوز أعضاء أوبك بانتظام سقف إنتاجهم، وشهدت الصين تباطؤًاً في النمو الاقتصادي. في الوقت نفسه، تضاعف إنتاج النفط الأمريكي تقريبًا عن مستويات عام 2008 واقترب من أحجام «المنتج المتأرجح» الرائد عالميًا في المملكة العربية السعودية وروسيا، نظرًا للتحسين الجوهري والطويل الأمد وانتشار تقنية عمليات التكسير لاستخراج النفط من الصخور الصلبة، وذلك ردًا على سنوات الأسعار القياسية للنفط.

الدول حسب إنتاج النفط (2013)

أدت هذه التطورات بدورها إلى انخفاض في متطلبات استيراد النفط الأمريكية (الاقتراب من استقلالية الطاقة)، وتسجيل حجم قياسي من المخزونات العالمية من النفط، وانخفاض أسعار النفط واستمراره حتى بداية عام 2016.
على الرغم من وجود فائض عالمي في الإمدادات، إلا أن وزير النفط السعودي علي النعيمي قام في 27 تشرين الثاني/نوفمبر 2014 في فيينا برفض نداءات من الدول أعضاء (أوبك) الأكثر فقرًا لخفض الإنتاج لدعم الأسعار. وشرح النعيمي: بأنه يجب ترك سوق النفط لإعادة التوازن بشكل تنافسي عند مستويات الأسعار المنخفضة، وإعادة بناء حصة أوبك في السوق على المدى الطويل بشكل استراتيجي من خلال إنهاء ربحية إنتاج النفط الصخري الأمريكي عالي التكلفة. كما أوضح في مقابلة:

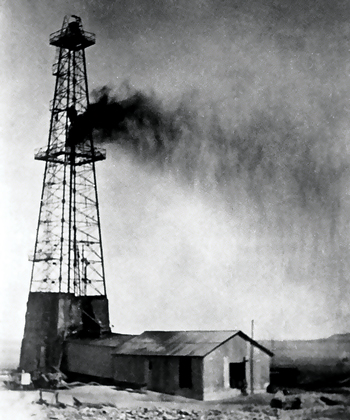
بئر الدمام رقم 7 في المملكة العربية السعودية، 4 مارس 1938

هل من المعقول أن يقلل المنتج ذو الكفاءة العالية الإ نتاج، بينما يستمر المنتج ذو الكفاءة الضعيفة في الإنتاج؟ هذا منطق معّوج. ماذا يحدث لحصتي في السوق إذا خفضت؟ سيرتفع السعر وسيأخذ الروس والبرازيليون ومنتجو النفط الصخري الأمريكي نصيبي... نريد أن نقول للعالم أن البلدان المنتجة عالية الكفاءة هي التي تستحق حصة في السوق. هذا هو المبدأ العملي في جميع البلدان الرأسمالية...هناك شيء واحد مؤكد: الأسعار الحالية [حوالي 60 دولارًا أمريكيًا للبرميل] لا تدعم جميع المنتجين.
بعد عام، عندما اجتمع أعضاء أوبك في فيينا في 4 كانون الأول/ديسمبر 2015، تجاوزت المنظمة سقف إنتاجها لمدة 18 شهرًا متتاليًا، وانخفض إنتاج النفط الأمريكي بشكل طفيف فقط عن ذروته، وبدا أن الأسواق العالمية تعاني من زيادة في المعروض بما لا يقل عن 2 مليون برميل على الأقل على الرغم من أن ليبيا التي مزقتها الحرب تضخ مليون برميل أقل من طاقتها، وكان منتجو النفط يجرون تعديلات كبيرة لتحمل الأسعار المنخفضة حتى 40 دولارًا، وكانت إندونيسيا تستعد للانضمام مجددًا إلى المنظمة، وكان إنتاج العراق يتزايد بعد سنوات من الفوضى، وكان إنتاج إيران على وشك الارتفاع مع رفع العقوبات الدولية، وكان مئات الزعماء العالميين في اتفاق باريس للمناخ يتعهدون بالحد من انبعاثات الكربون الناتجة عن الوقود الأحفوري، وأصبحت التقنيات الشمسية أكثر تنافسية وانتشارًا بشكل مستمر. وفي ضوء كل ضغوط السوق هذه، قررت منظمة البلدان المصدرة للبترول (أوبك) وضع سقف إنتاجها غير الفعال جانبًا حتى المؤتمر الوزاري القادم في حزيران/يونيو 2016.

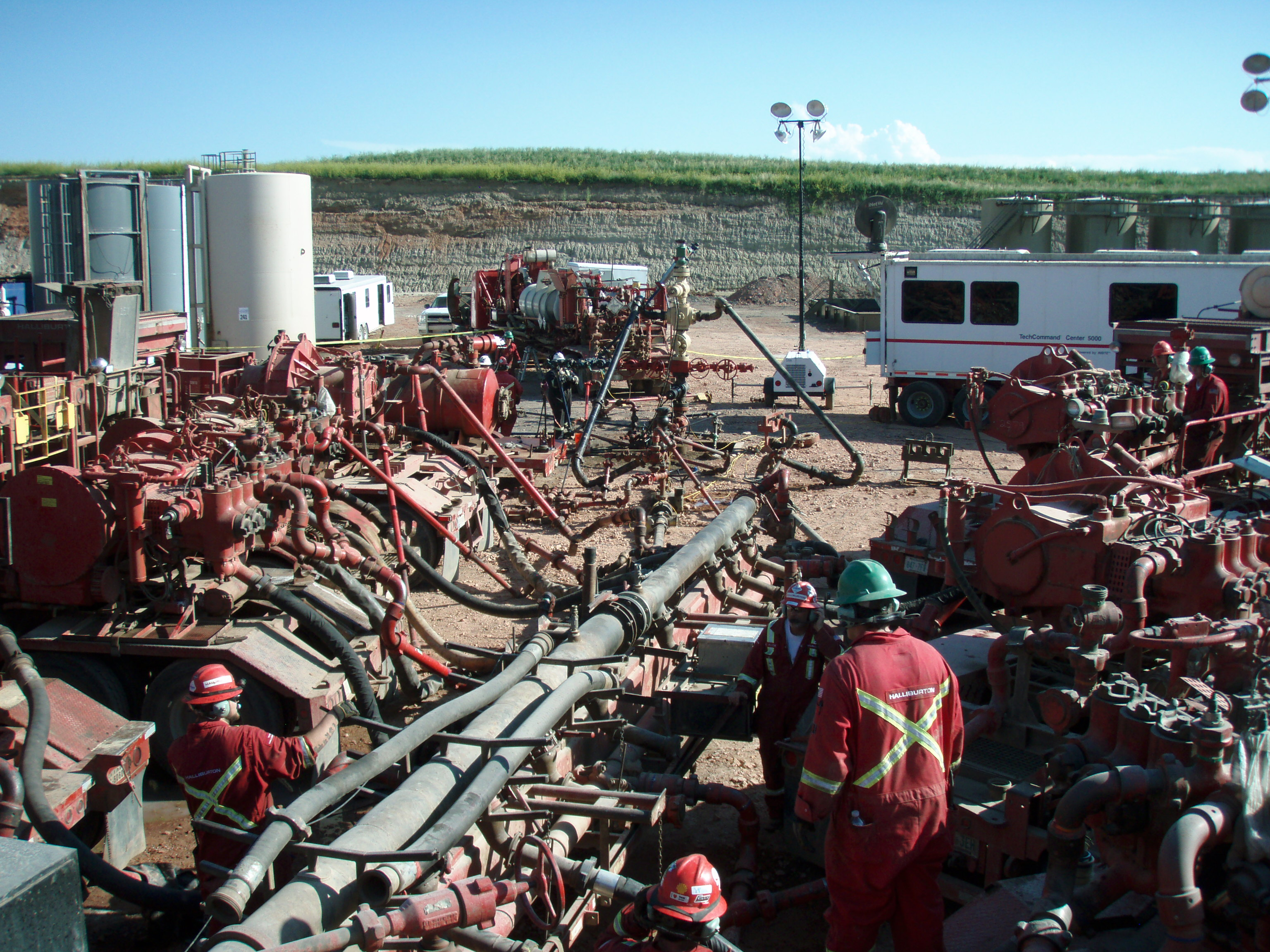
التكسير الصخري في الولايات المتحدة: تحد جديد مهم لحصة سوق منظمة الدول المصدرة للنفط (أوبك)

بحلول 20 كانون الثاني/يناير 2016، انخفضت سلة أوبك المرجعية إلى 22.48 دولارًا أمريكيًا / برميل - أقل من ربع أعلى مستوى لها منذ حزيران/يونيو 2014 (110.48 دولارًا أمريكيًا)، وأقل من سدس الرقم القياسي المسجل في تموز/يوليو 2008 (140.73 دولارًا أمريكيًا)، وعادت إلى ما دون مستوى بدايتها في نيسان/أبريل 2003 (23.27 دولارًا) في فترة الارتفاع التاريخية.
في غضون عام 2016، خفض فائض النفط جزئيًا بفعل إيقاف الإنتاج في الولايات المتحدة وكندا وليبيا ونيجيريا والصين، وارتفع سعر السلة تدريجيًا إلى 40 دولارًا. استعادت أوبك نسبة متواضعة من حصتها في السوق، وشهدت إلغاء العديد من مشاريع الحفر المنافسة، وحافظت على الوضع الراهن في مؤتمرها في حزيران/يونيو، وأيدت «الأسعار عند مستويات مناسبة لكل من المنتجين والمستهلكين»، على الرغم من أن العديد من المنتجين لا يزالون يواجهون جدية. الصعوبات الاقتصادية.

### 2017–2020: خفض الإنتاج وأوبك بلس
مع الجهد المبذول من أعضاء أوبك بسبب المنافسة الخاضعة للمدى الزمني متعدد السنوات وتناقص العوائد والاحتياطيات المالية، حاولت المنظمة أخيرًا تقليص إنتاجها للمرة الأولى منذ عام 2008. وعلى الرغم من وجود العديد من العقبات السياسية، قلص حوالي مليون برميل يوميًا في أيلول/سبتمبر 2016، ونصّ رسمياً في اتفاق حصص جديد في مؤتمر أوبك في تشرين الثاني/نوفمبر 2016. وشملت الاتفاقية (التي استثنت العضوين المتضررين من الاضطرابات ليبيا ونيجيريا) النصف الأول من عام 2017، إلى جانب تخفيضات موعودة من روسيا وعشرة دول أخرى غير أعضاء، يقابلها زيادات متوقعة في قطاع النفط الصخري الأمريكي، وليبيا، ونيجيريا، والطاقة الفائضة، وزيادة إنتاج أوبك في أواخر عام 2016 قبل سريان التخفيضات. أعلنت إندونيسيا «تعليقًا مؤقتًا» آخر لعضويتها في أوبك بدلاً من قبول خفض الإنتاج بنسبة 5% الذي طلبته المنظمة. وتقلبت الأسعار حول 50 دولارًا أمريكيًا للبرميل، وفي أيار/مايو 2017 قررت منظمة أوبك تمديد الحصص الجديدة حتى مارس 2018، مع انتظار العالم ليرى ما إذا كان وفرة مخزون النفط قد يتم سحبها بالكامل بحلول ذلك الوقت.
وصف المحلل النفطي منذ فترة طويلة دانيال يرغن العلاقة بين أوبك والصخر الزيتي بأنها «تعايش متبادل»، حيث يتعلم كلا الجانبين التعايش مع أسعار أقل مما يرغبان. يشار إلى صفقات خفض الإنتاج هذه مع الدول غير الأعضاء في أوبك عمومًا باسم أوبك بلس. وكان تأسيس أوبك بلس نتيجة لجهود متظافرة من قبل الدول الأعضاء في أوبك و11 دولة (الآن 10، فقد انضمت غينيا الاستوائية كعضو في أوبك في أيار/مايو 2017) من الدول المنتجة من خارجها للمساهمة في استقرار سوق البترول العالمي بشكل عاجل مما أدى إلى «إعلان التعاون» في كانون الأول/ديسمبر 2016، وقد ساهم نجاح هذا التعاون في تمديده عدة مرات. كما تتعاون الدول الأعضاء في أوبك بلس من خلال «ميثاق التعاون» والذي يعد منصة تعاون طويلة الأجل، والتي بدورها تسهل الحوار وتبادل وجهات النظر بشأن الظروف والتطورات في أسواق البترول والطاقة العالمية. والهدف من هذا التعاون هو المساهمة في تأمين إمدادات الطاقة والاستقرار الدائم لصالح المنتجين، والمستهلكين، والمستثمرين، والاقتصاد العالمي.
في كانون الأول/ديسمبر 2017، اتفقت روسيا وأوبك على تمديد خفض الإنتاج بمقدار 1.8 مليون برميل يوميًا حتى نهاية 2018. أعلنت قطر انسحابها من أوبك اعتبارًا من 1 كانون الثاني/يناير 2019. ووفقًا لصحيفة نيويورك تايمز، كان هذا ردًا إستراتيجيًا على الأزمة الدبلوماسية القطرية التي مع السعودية والإمارات والبحرين ومصر. وفي 29 حزيران/يونيو 2019، اتفقت روسيا مرة أخرى مع المملكة العربية السعودية على تمديد تخفيضات الإنتاج الأصلية لعام 2018 لمدة ستة إلى تسعة أشهر. وفي أكتوبر 2019، أعلنت الإكوادور أنها ستنسحب من أوبك في 1 كانون الثاني/ يناير 2020 بسبب مشاكل مالية تواجه البلاد. وفي كانون الأول/ديسمبر 2019، اتفقت أوبك وروسيا على أحد أكبر تخفيضات الإنتاج حتى هذه اللحظة لمنع فائض المعروض في صفقة ستستمر للأشهر الثلاثة الأولى من عام 2020.

### 2020–2021: الاختلافات والإنتاج
في أوائل آذار/مارس 2020، قدم مسؤلو أوبك مهلة لروسيا لخفض الإنتاج بنسبة 1.5% من إجمالي الإمدادات العالمية. رفضت روسيا الطلب حيث توقعت استمرار تخفيضات الإنتاج بما يتناسب مع زيادة إنتاج النفط الصخري الأمريكي، منهية شراكة مدتها ثلاث سنوات بين أوبك والمنتجين الرئيسيين من خارج أوبك. هناك عامل آخر وهو ضعف الطلب العالمي الناتج عن جائحة فيروس كورونا. وقد أدى ذلك أيضًا إلى فشل «أوبك بلس» في تمديد اتفاقية خفض 2.1 مليون برميل يوميًا والتي كان من المقرر أن تنتهي في نهاية آذار/مارس.
أبلغت السعودية، التي استوعبت قدرًا غير متناسب من التخفيضات لإقناع روسيا بالبقاء في الاتفاقية، مشتريها في 7 آذار/مارس بأنها سترفع الإنتاج وتخفض أسعار النفط في نيسان/أبريل. أدى هذا إلى نزول أسعار خام برنت بأكثر من 30% قبل حدوث انتعاش طفيف واضطراب واسع النطاق في الأسواق المالية. رأى بعض المحللين ذلك على أنه حرب أسعار سعودية ـ روسية، أو لعبة الدجاج التي تتسبب في «أن يرمش الجانب الآخر أولاً». في آذار/مارس 2020، كان لدى السعودية 500 مليار دولار من احتياطيات النقد الأجنبي، بينما كانت احتياطيات روسيا في ذلك الوقت 580 مليار دولار. كانت نسبة الدين العام إلى الناتج المحلي الإجمالي للسعودية 25%، بينما كانت النسبة الروسية 15%. وأشار محلل آخر إلى أن السعوديين يمكنهم إنتاج النفط بسعر منخفض يصل إلى 3 دولارات للبرميل، بينما تحتاج روسيا إلى 30 دولارًا للبرميل لتغطية تكاليف الإنتاج. ويدعي محلل آخر أن «الأمر يتعلق بالاعتداء على الاقتصاد الغربي، وخاصة الاقتصاد الأمريكي». ومن أجل درء حرب أسعار مصدري النفط التي يمكن أن تجعل إنتاج النفط الصخري غير اقتصادي، قد تحمي الولايات المتحدة حصتها في سوق النفط الخام عن طريق تمرير قانون نوبك. وفي نيسان/أبريل 2020 نفى وزير الطاقة السعودي وجود أي نية «لإلحاق أي نوع من الضرر» بصناعة النفط الصخري الأمريكية.
في نيسان/أبريل 2020، اتفقت أوبك ومجموعة من منتجي النفط الآخرين، بما في ذلك روسيا، على تمديد تخفيضات الإنتاج حتى نهاية تموز/ تموز/يوليو. اتفقت المنظمة وحلفاؤها على خفض إنتاج النفط في أيار/مايو ويونيو بمقدار 9.7 مليون برميل يوميًا، أي ما يعادل حوالي 10% من الإنتاج العالمي، في محاولة لدعم الأسعار التي كانت قد هبطت سابقًا إلى مستويات قياسية.
في تموز/يوليو 2021، رفضت الإمارات العربية المتحدة العضو في أوبك بلس التمديد المقترح من السعودية لمدة ثمانية أشهر لقيود إنتاج النفط التي كانت سارية بسبب جائحة فيروس كورونا وانخفاض استهلاك النفط حتى جرى التوصل إلى صفقة تسوية بزيادة الحد الأقصى من إنتاجها النفطي إلى 3.65 مليون برميل يوميًا. بعد أن دعت السعودية إلى «التوصل لحل وسط وعقلاني» وأيدت الإمارات «بقوة الاتفاق الذي تم التوصل إليه». وكانت أوبك بلس في العام السابق قد خفضت ما يعادل حوالي 10% من الطلب في ذلك الوقت، وطلبت الإمارات العربية المتحدة الحد الأقصى لكمية النفط التي تعترف بها المجموعة برفعها إلى 3.8 مليون برميل في اليوم مقارنة مع 3.2 مليون برميل في السابق. ووفقًا لبنود الاتفاقية التي تم التوصل إليها، ستزيد روسيا إنتاجها من 11 مليون برميل إلى 11.5 مليون بحلول أيار/مايو 2022 أيضًا، وسيزيد جميع الأعضاء الإنتاج بمقدار 400,000 برميل يوميًا كل شهر بدءًا من آب/أغسطس للتعويض التدريجي عن التخفيضات السابقة التي أتخذت بسبب جائحة فيروس كورونا.
كان الارتفاع القياسي في أسعار الطاقة مدفوعًا بالارتفاع العالمي في الطلب حيث خرج العالم من الركود الاقتصادي الناجم عن فيروس كوفيد كورونا، لا سيما بسبب الطلب القوي على الطاقة في آسيا. في آب/أغسطس 2021، أصدر مستشار الأمن القومي للرئيس الأمريكي جو بايدن، جيك سوليفان، بيانًا دعا أوبك بلس إلى زيادة إنتاج النفط «لتعويض تخفيضات الإنتاج السابقة التي فرضتها أوبك بلس أثناء الوباء حتى عام 2022». وفي 28 أيلول/سبتمبر 2021، التقى سوليفان في المملكة العربية السعودية مع ولي العهد السعودي الأمير محمد بن سلمان لمناقشة ارتفاع أسعار النفط. بلغ سعر النفط حوالي 80 دولارًا أمريكيًا بحلول تشرين الأول/أكتوبر 2021 وهو أعلى سعر منذ 2014. ألقى الرئيس جو بايدن ووزيرة الطاقة الأمريكية جينيفر جرانهولم باللوم على أوبك بلس لارتفاع أسعار النفط والغاز.

### 2022: أزمة الطاقة نتيجة الحرب الروسية الأوكرانية
أدى نشوب الحرب الروسية الأوكرانية في شباط/فبراير 2022 إلى تغيير تجارة النفط العالمية. حاول قادة الاتحاد الأوروبي حظر غالبية واردات الخام الروسي، ولكن حتى قبل الإجراء الرسمي، انخفضت الواردات إلى شمال غرب أوروبا. يتجه المزيد من النفط الروسي الآن إلى دول من بينها الهند والصين. وفي تشرين الأول/أكتوبر 2022، اتفق وزراء أوبك بلس الرئيسيون على خفض إنتاج النفط بمقدار مليوني برميل يوميًا، وهو أول خفض للإنتاج منذ عام 2020. أدى هذا إلى تجديد الاهتمام بمرور نوبك. في الشهر نفسه، أعلنت مجموعة أوبك بلس عن خفض كبير في إنتاج النفط المستهدف، الأمر الذي وصف صحفياً أنه قد يغضب الولايات المتحدة الأمريكية ويساعد روسيا. رداً على ذلك، تعهد الرئيس الأمريكي جو بايدن بـ «العواقب» وقال إن الحكومة الأمريكية «ستعيد تقييم» العلاقة طويلة الأمد بين الولايات المتحدة والسعودية.
دعا روبرت مينينديز، الرئيس الديمقراطي للجنة العلاقات الخارجية بمجلس الشيوخ الأمريكي، إلى تجميد التعاون مع السعودية ومبيعات الأسلحة إلى المملكة العربية السعودية، متهمًا المملكة بمساعدة روسيا في ضمان حربها مع أوكرانيا.
صرحت وزارة الخارجية السعودية بأن قرار أوبك بلس كان «اقتصاديًا بحتًا» وأتخذ بالإجماع من قبل جميع أعضاء التكتل، مما أدى إلى تراجع الضغط لتغيير موقفها من الحرب الروسية الأوكرانية في الأمم المتحدة. وردا على ذلك، اتهم البيت الأبيض المملكة العربية السعودية بالضغط على دول أخرى في أوبك للموافقة على خفض الإنتاج، وبعضها شعر بالإكراه، قائلا إن الولايات المتحدة قدمت للرياض تحليلاً يظهر أنه لا يوجد أساس سوقي لهذا الخفض. وقال المتحدث باسم مجلس الأمن القومي جون كيربي إن الرياض علمت أن القرار «سيزيد الإيرادات الروسية ويقلل من فعالية العقوبات» ضد موسكو، رافضًا الادعاء السعودي بأن الخطوة «اقتصادية بحتة». وفقاً لتقرير في موقع ذا إنترسبت، قالت مصادر وخبراء إن السعودية سعت إلى تخفيضات أكبر حتى من روسيا، قائلين إن ولي العهد السعودي الأمير محمد بن سلمان يريد التأثير في انتخابات الولايات المتحدة لعام 2022 لصالح الحزب الجمهوري والانتخابات الرئاسية الأمريكية لعام 2024. لصالح دونالد ترامب. رفضت السعودية «رفضاً تاماً» التصريحات الأميركية بأن أوبك بلس تسييس النفط ضد الولايات المتحدة الأميركية ولصالح روسيا، كما رفض مجلس التعاون العربي الخليجي هذه التصريحات، وأن قرار أوبك اتخذ بالإجماع من قبل 23 عضواً في مجموعة أوبك بلس، بناءً على الأسس الاقتصادية لأسواق النفط بعيداً عن السياسة، فلم يكن خفض أوبك بلس لإنتاجها بمليوني برميل يومياً في تشرين الثاني/نوفمبر سوى قراراً اقتصادياً، وذكر بيان وزارة الخارجية أن «هذه النتائج تستند فقط إلى اعتبارات اقتصادية تأخذ في الاعتبار الحفاظ على توازن العرض والطلب في أسواق النفط، كما تهدف إلى الحد من التقلبات التي لا تخدم مصالح المستهلكين والمنتجين، كما كان الحال دائما داخل أوبك».

## الحرب الروسية الاوكرانية
في نوفمبر 2024، زعمت شركة S&P Global 21- أن الإمارات العربية المتحدة تجاهلت تخفيضات إنتاج النفط التي أقرتها منظمة أوبك وأنتجت حوالي 700 ألف برميل أكثر من الحصة المتفق عليها، أي 2.91 مليون برميل يوميًا. وأكد المحللون أن "خرق الحصص" من جانب الإمارات العربية المتحدة من شأنه أن يقلل من تقدير جهود السعودية وروسيا لزيادة أسعار النفط من خلال خفض الإنتاج. وبينما كانت روسيا تسعى إلى تمويل حربها مع أوكرانيا، كانت السعودية لديها خططها الخاصة لتنويع الاقتصاد.

## الدول الأعضاء الحالية
اعتبارًا من كانون الثاني/يناير 2020، تضم أوبك 13 عضوًا، 5 منهم في الشرق الأوسط (غرب آسيا)، و7 في أفريقيا ودولة واحدة من أمريكا الجنوبية. وفقًا لإدارة معلومات الطاقة الأمريكية، يمثل معدل إنتاج النفط في أوبك (بما في ذلك مكثفات الغاز الطبيعي) 44% من إجمالي إنتاج النفط في العالم في عام 2016، وشكلت منظمة الدول المصدرة للنفط (أوبك) 81.5% من احتياطيات النفط «المثبتة» في العالم 48 في المئة منها في الدول الست في الشرق الأوسط.
ويتطلب اعتماد بلد عضو جديد موافقة ثلاثة أرباع الأعضاء الحاليين في منظمة أوبك، بمن فيهم جميع المؤسسين الخمسة. في تشرين الأول/أكتوبر 2015، قدمت السودان طلبًا رسميًّا للانضمام، لكنها لم تعتمد عضوًا بعد.
| البلد                    | المنطقة          | سنوات العضوية    | تعداد السكان  | المساحة     | إنتاج النفط (2022) (برميل/يوم) | احتياطي النفط(2021) |
| ------------------------ | ---------------- | ---------------- | ------------- | ----------- | ------------------------------ | ------------------- |
| الإمارات العربية المتحدة | الشرق الأوسط     | 1967–            | 9,282,410     | 83,600      | 3,467,870                      | 111,000,000,000     |
| أنغولا                   | أفريقيا          | 2007–            | 33,086,278    | 1,246,700   | 1,165,993                      | 2,520,000,000       |
| إيران                    | الشرق الأوسط     | 1960–            | 86,430,299    | 1,648,000   | 3,293,401                      | 208,600,000,000     |
| الجزائر                  | أفريقيا          | 1969–            | 45,400,000    | 2,381,740   | 1,211,863                      | 12,200,000,000      |
| جمهورية الكونغو          | وسط أفريقيا      | 2018–            | 5,970,000     | 342,000     | 272,928                        | 1,810,000,000       |
| السعودية                 | الشرق الأوسط     | 1960–            | 34,110,821    | 2,149,690   | 10,644,394                     | 267,190,000,000     |
| العراق                   | الشرق الأوسط     | 1960–            | 41,190,700    | 437,072     | 4,470,506                      | 145,020,000,000     |
| الغابون                  | أفريقيا          | 1975–1995، 2016– | 2,233,272     | 267,667     | 175,041                        | 2,000,000,000       |
| غينيا الاستوائية         | أفريقيا الوسطى   | 2017–            | 1,505,588     | 28,050      | 118,384                        | 1,100,000,000       |
| فنزويلا                  | أمريكا الجنوبية  | 1960–            | 28,302,000    | 912,050     | 703,658                        | 303,470,000,000     |
| الكويت                   | الشرق الأوسط     | 1960–            | 4,670,713     | 17,820      | 2,825,724                      | 101,500,000,000     |
| ليبيا                    | أفريقيا          | 1962–            | 6,812,000     | 1,759,540   | 1,165,993                      | 48,360,000,000      |
| نيجيريا                  | أفريقيا          | 1971–            | 218,541,000   | 923,768     | 1,316,415                      | 37,050,000,000      |
| إجمالي دول أوبك          | إجمالي دول أوبك  | إجمالي دول أوبك  | 517,535,081   | 12,197,697  | 30,832,170                     | 1,241,820,000,000   |
| الإجمالي العالمي         | الإجمالي العالمي | الإجمالي العالمي | 8,008,551,995 | 510,072,000 | 80,618,895                     | 1,661,905,000,000   |
| نسبة دول أوبك            | نسبة دول أوبك    | نسبة دول أوبك    | %6.5          | %2.4        | %38                            | %74                 |

### الأعضاء السابقون
بالنسبة للبلدان التي تصدر النفط بكميات منخفضة نسبيًا، فإن قوتها التفاوضية المحدودة كأعضاء في أوبك لن تبرر بالضرورة الأعباء التي تفرضها حصص الإنتاج وتكاليف العضوية. انسحبت الإكوادور من أوبك في كانون الأول/ديسمبر 1992، لأنها لم تكن على استعداد لدفع رسوم العضوية السنوية البالغة 2 مليون دولار أمريكي وشعرت أنها بحاجة إلى إنتاج نفط أكثر مما كان مسموحًا به بموجب حصتها في أوبك في ذلك الوقت. ثم أعادة الانضمام في تشرين الأول/أكتوبر 2007 قبل أن تغادر مرة أخرى في كانون الثاني/يناير 2020. أصدرت وزارة الطاقة والموارد الطبيعية غير المتجددة في الإكوادور بيانًا رسميًا في 2 كانون الثاني/يناير 2020 أكد أن الإكوادور قد غادرت أوبك. ودفعت مخاوف مماثلة الغابون إلى تعليق عضويتها في كانون الثاني/يناير 1995، ثم عادت للانضمام في تموز/يوليو 2016.
في أيار/مايو 2008، أعلنت إندونيسيا أنها ستترك أوبك عندما تنتهي عضويتها في نهاية ذلك العام، بعد أن أصبحت مستوردًا صافيًا للنفط وغير قادرة على تلبية حصتها من الإنتاج. وعادت إلى المنظمة في كانون الثاني/يناير 2016، لكنها أعلنت عن «تعليق مؤقت» آخر لعضويتها في نهاية العام عندما طلبت أوبك خفض الإنتاج بنسبة 5%.
في 1 كانون الثاني/يناير 2019، غادرت قطر منظمة أوبك، بعد انضمامها إلى المنظمة في عام 1961، للتركيز على إنتاج الغاز الطبيعي، الذي تعد أكبر مصدر له في العالم على شكل غاز طبيعي مسال.
| البلد     | المنطقة         | سنوات العضوية             | غادرت أوبك بتاريخ | عدد السكان (2021) | المساحة (كليومتر مربع) | إنتاج النفط (2022) | احتياطي النفط  |
| --------- | --------------- | ------------------------- | ----------------- | ----------------- | ---------------------- | ------------------ | -------------- |
| الإكوادور | أمريكا الجنوبية | 1973–1992، 2007–2020      | 2020              | 17,797,737        | 283,560                | 479,518            | 8,300,000,000  |
| إندونيسيا | جنوب شرق آسيا   | 1962 (يناير- نوفمبر 2016) | 2008              | 273,753,191       | 1,904,569              | 610,532            | 2,500,000,000  |
| قطر       | الشرق الأوسط    | 1970                      | 2019              | 2,688,235         | 11,437                 | 1,321,192          | 25,244,000,000 |

### الأعضاء المتوقّعون
- بوليفيا،  المكسيك،  السودان و سوريا تم استدعاؤهم من طرف أوبك للانضمام إليهم.[219]
- السودان تريد العضوية حاليا.[219]

### المراقبون
منذ الثمانينيات، حضر ممثلون عن مصر والمكسيك والنرويج وعمان وروسيا وغيرها من دول صادرات النفط العديد من اجتماعات منظمة الدول المصدرة للنفط (أوبك) كمراقبين. وهذا الترتيب بمثابة آلية غير رسمية لتنسيق السياسات.

### الحصص الحالية
| البلد                    | الحصة      | الإنتاج    | القدرة     |
| الإمارات العربية المتحدة | 3,127,000  | 3,467,000  | 3,500,000  |
| أنغولا                   | 1,502,000  | 1,165,000  | 1,200,000  |
| إيران                    |            | 3,293,000  | 3,700,000  |
| الجزائر                  | 1,039,000  | 1,211,000  | 1,420,000  |
| جمهورية الكونغو          | 320,000    | 272,000    | 350,000    |
| السعودية                 | 10,833,000 | 10,644,000 | 12,000,000 |
| العراق                   | 4,580,000  | 4,471,000  | 4,800,000  |
| الغابون                  | 183,000    | 175,000    | 201,000    |
| غينيا الاستوائية         | 125,000    | 118,000    | 244,000    |
| فنزويلا                  |            | 704,000    | 1,300,000  |
| الكويت                   | 2,768,000  | 2,826,000  | 3,150,000  |
| ليبيا                    |            | 1,166,000  | 1,300,000  |
| نيجيريا                  | 1,799,000  | 1,316,000  | 2,500,000  |
| المجموع                  | 26,276,000 | 30,828,000 | 35,464,000 |
| ------------------------ | ---------- | ---------- | ---------- |

## أوبك بلس
وقعت أوبك اتفاق يعرف بأوبك بلس ويضم الاتفاق 23 دولة مصدرة للنفط. جرى التوصل لهذا الاتفاق في تشرين الثاني/نوفمبر عام 2016 بهدف خفض إنتاج البترول لتحسين أسعار النفط وإعادة التوازن إلى السوق.
وكان تأسيس أوبك بلس نتيجة لجهود متظافرة من قبل الدول الأعضاء في أوبك و11 دولة (الآن 10، فقد انضمت غينيا الاستوائية كعضو في أوبك في أيار/مايو 2017) من الدول المنتجة من خارجها للمساهمة في استقرار سوق البترول العالمي بشكل عاجل مما أدى إلى اتفاق في فينا في تشرين الثاني/نوفمبر ثم «إعلان التعاون» في كانون الأول/ديسمبر 2016، وقد أسهم نجاح هذا التعاون في تمديده عدة مرات. ويعد الإعلان منصة تعاون طويلة الأجل، والتي بدورها تبادل وجهات النظر بشأن الظروف والتطورات في أسواق البترول والطاقة العالمية. والهدف من هذا التعاون هو المساهمة في تأمين إمدادات الطاقة والاستقرار الدائم لصالح المنتجين، والمستهلكين، والمستثمرين، والاقتصاد العالمي.
وتشارك هذه الدول غير الأعضاء في أوبك في مبادرات المنظمة مثل التخفيضات الطوعية للإمدادات من أجل زيادة ربط أهداف السياسات بين أوبك والدول غير الأعضاء فيها. هذا التجمع لدول أوبك بلس، يشمل:
| - أذربيجان - البحرين - بروناي - كازاخستان - ماليزيا | - المكسيك - سلطنة عمان - روسيا - السودان - جنوب السودان |

## معلومات السوق
بوصفه أحد المجالات التي نجح فيها أعضاء أوبك في التعاون بشكل إيجابي على مدار العقود الماضية، فإن المنظمة قد حسّنت بشكل كبير جودة وكمية المعلومات المتاحة حول سوق النفط العالمية. وهذا يعد مفيداً بشكل خاص لصناعة الموارد الطبيعية التي تتطلب تخطيطًا دقيقًا على مدار أشهر وسنوات من العمل المتأني.

### المطبوعات والأبحاث

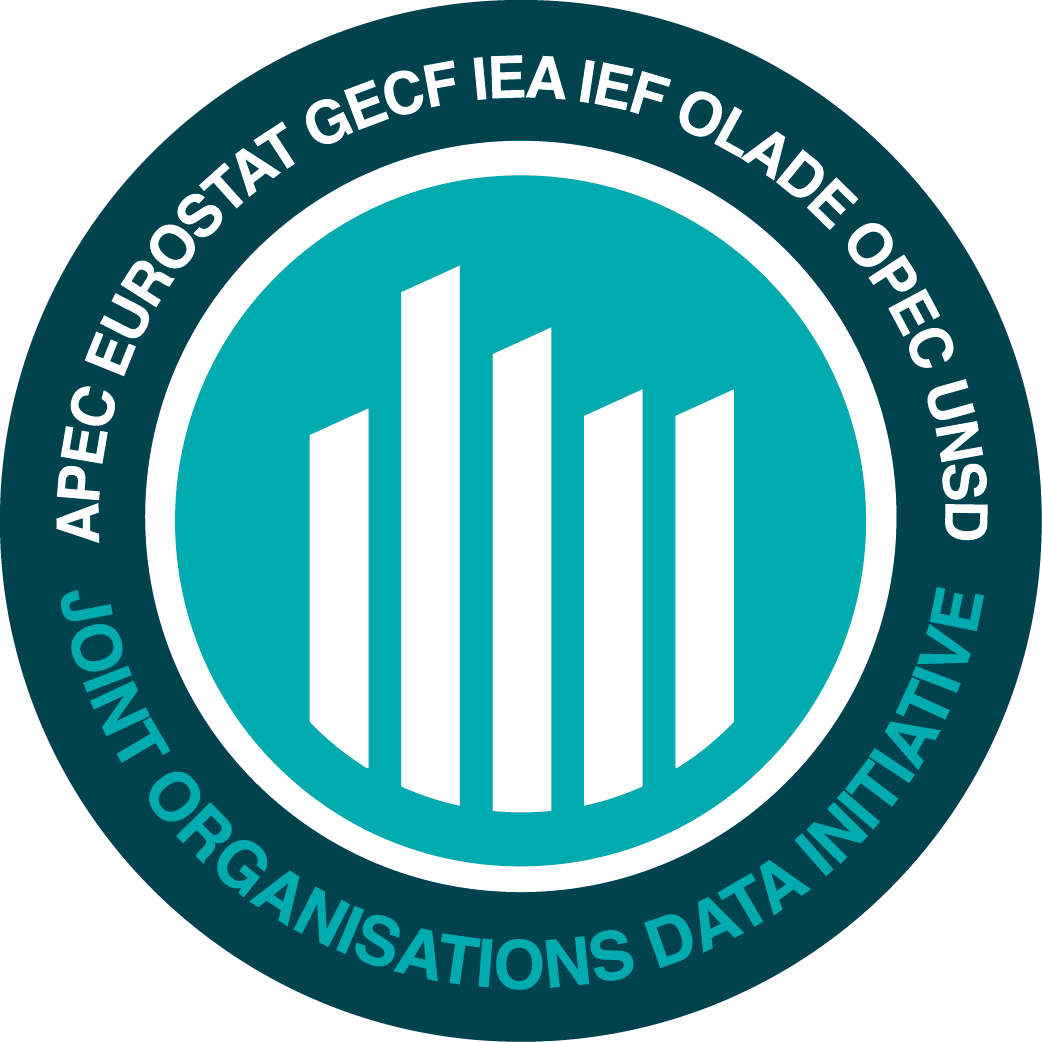
شعار «مبادرة بيانات المنظمات المشتركة»، التي تعتبر «أوبك» أحد الأعضاء المؤسسين لها.

في نيسان/أبريل 2001، تعاونت أوبك مع خمس منظمات دولية أخرى: منتدى التعاون الاقتصادي لدول آسيا والمحيط الهادئ، ويوروستات (مديرية العامة للمفوضية الأوروبية)، والوكالة الدولية للطاقة، ومنظمة أمريكا اللاتينية للطاقة، وشعبة الإحصاءات في الأمم المتحدة من أجل تحسين توافر وموثوقية بيانات النفط. وقد أطلقوا «التدريب المشترك على بيانات النفط»، الذي انضم إليه في عام 2005 الوكالة الدولية للطاقة، وأعيد تسميته باسم مبادرة بيانات المنظمات المشتركة، التي تغطي أكثر من 90% من سوق النفط العالمي. انضم منتدى الدول المصدرة للغاز كشريك ثامن في عام 2014، ممّا مكن المنتدى أيضًا من تغطية ما يقرب من 90% من السوق العالمية للغاز الطبيعي.
منذ عام 2007، تنشر أوبك سنويًا مطبوعة «آفاق النفط العالمية» حيث تقدم تحليلاً شاملاً لصناعة النفط العالمية بما في ذلك التوقعات المتوسطة والطويلة الأجل للعرض والطلب. تصدر أوبك أيضًا «نشرة إحصائية سنوية»، وتنشر تحديثات أكثر تكرارًا في «تقرير سوق النفط الشهري» و«نشرة أوبك».

## معايير النفط الخام

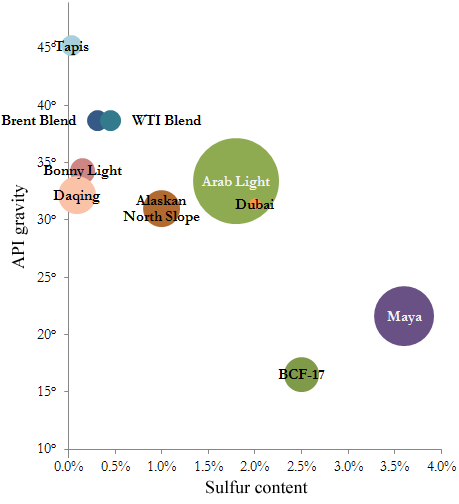
مقياس محتوى الكبريت والكثافة لأنواع مختلفة من النفط الخام.

معيار النفط الخام هو منتج بترولي موحد يستخدم كسعر مرجعي مناسب لمشتري وبائعي النفط الخام، بما في ذلك العقود الموحدة في أسواق العقود الآجلة الرئيسية منذ عام 1983. وتُستخدم المعايير لأن أسعار النفط تختلف (عادةً ببضعة دولارات للبرميل) بناءً على التنوع والدرجة وتاريخ التسليم والموقع والمتطلبات القانونية الأخرى.
كانت سلة أوبك المرجعية للخام معيارًا مهمًا لأسعار النفط منذ عام 2000. يُحسب كمتوسط مرجح لأسعار مزيج البترول من البلدان الأعضاء في منظمة أوبك: مزيج الصحراء (الجزائر)، جيراسول (أنغولا)، دجينو (جمهورية الكونغو) رابي الخفيف (الجابون)، إيران الثقيل (جمهورية إيران الإسلامية)، البصرة الخفيف (العراق)، التصدير الكويتي (الكويت)، السدرة (ليبيا)، بوني الخفيف (نيجيريا)، العربي الخفيف (المملكة العربية السعودية)، مربان (الإمارات العربية المتحدة)، وميري (فنزويلا).
يعتبر نفط بحر الشمال الخام برنت هو المعيار القياسي للنفط الخام في حوض المحيط الأطلسي، ويستخدم لتسعير ما يقرب من ثلثي النفط الخام المتداول في العالم. المعايير الأخرى المعروفة هي خام غرب تكساس الوسيط، وخام دبي، ونفط عمان، وخام الأورال.

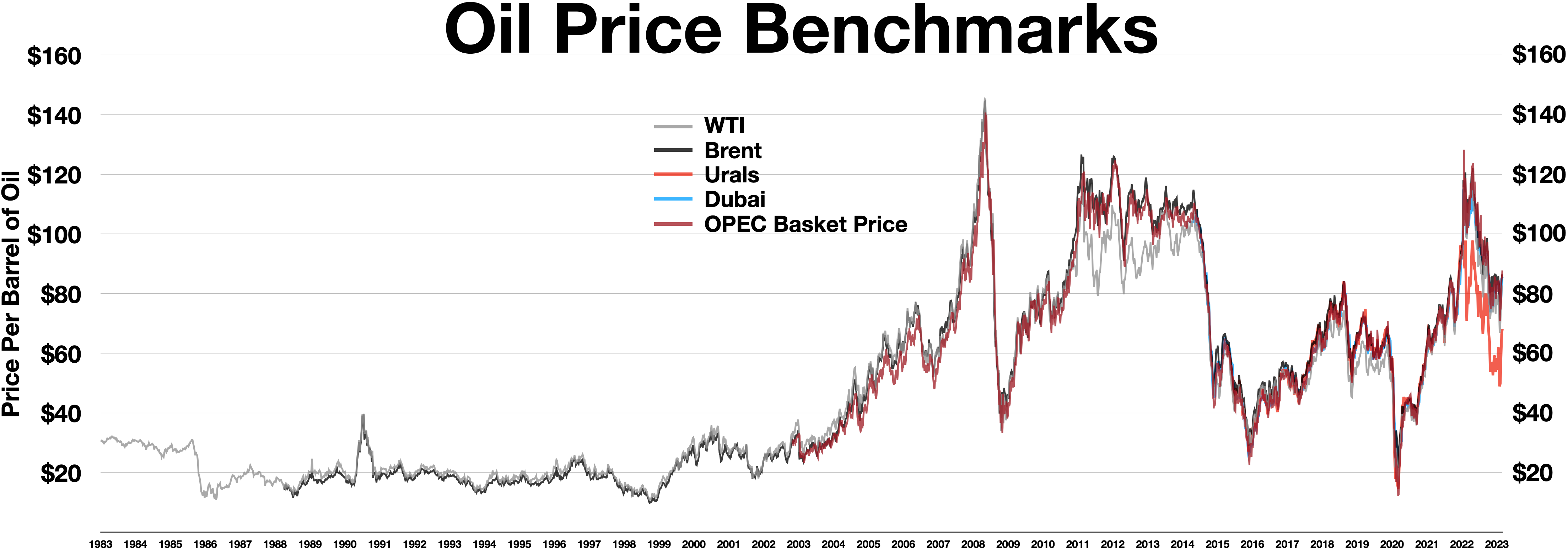
وسيط غرب تكساس
خام برنت
خام الأورال (مزيج التصدير الروسي)
خام دبي
سلة أوبك المرجعية

## السعة الاحتياطية
تحدد إدارة معلومات الطاقة الأمريكية، وهي الذراع الإحصائية لوزارة الطاقة الأمريكية، الطاقة الاحتياطية لإدارة سوق النفط الخام «على أنها حجم الإنتاج الذي يمكن تحقيقه في غضون 30 يومًا واستمراره لمدة 90 يومًا على الأقل... الطاقة الفائضة لأوبك توفر مؤشرًا لقدرة سوق النفط العالمية على الاستجابة للأزمات المحتملة التي تقلل إمدادات النفط».
في تشرين الثاني/نوفمبر 2014، قدرت الوكالة الدولية للطاقة أن الطاقة الاحتياطية «الفعالة» لأوبك، والتي تم تعديلها وفقًا للاضطرابات المستمرة في بلدان مثل ليبيا ونيجيريا، كانت 3.5 مليون برميل يوميًا (560.000 متر مكعب / يوم) وأن هذا الرقم سيرتفع إلى ذروة في عام 2017 بلغت 4.6 مليون برميل يوميًا (730.000 متر مكعب / يوم). بحلول تشرين الثاني/نوفمبر 2015، غيّرت الوكالة الدولية للطاقة تقييمها «مع استنفاد الوفرة في إنتاج أوبك، حيث ضخت السعودية - ذات الحصة الكبرى من القدرة الزائدة - وجيرانها في الخليج بمعدلات قريبة من المستويات القياسية».

## قراءة موسعة
- Ansari, Dawud. (2017) "OPEC, Saudi Arabia, and the shale revolution: Insights from equilibrium modelling and oil politics." Energy Policy 111 (2017): 166–178. online
- Claes, Dag Harald, and Giuliano Garavini eds. (2019) Handbook of OPEC and the Global Energy Order: Past, Present and Future Challenges (Routledge 2019) excerpt
- Colgan, Jeff D. (2014) "The emperor has no clothes: The limits of OPEC in the global oil market." International Organization 68.3 (2014): 599–632. online
- Dudley, Bob. (2019) "BP energy outlook." Report–BP Energy Economics–London: UK 9 (2019) online.
- Economou, Andreas, and Bassam Fattouh. (2021) "OPEC at 60: the world with and without OPEC." OPEC Energy Review 45.1 (2021): 3-28. online, a historical perspective from 1990 to 2018.
- Evans, John (1986). OPEC, Its Member States and the World Energy Market. (ردمك 978-0810321489).
- Fesharaki, Fereidun (1983). OPEC, the Gulf, and the World Petroleum Market: A Study in Government Policy and Downstream Operations. (ردمك 9780367281939).
- Garavini, Giuliano. (2019). The Rise and Fall of OPEC in the Twentieth Century. Oxford University Press.
- Gately, Dermot. (1984) "A ten-year retrospective: OPEC and the world oil market." Journal of Economic Literature 22.3 (1984): 1100–1114. summary of scholarly literature online نسخة محفوظة 17 أبريل 2023 على موقع واي باك مشين.
- Licklider، Roy (1988). "The Power of Oil: The Arab Oil Weapon and the Netherlands, the United Kingdom, Canada, Japan, and the United States" (PDF). International Studies Quarterly. ج. 32 ع. 2: 205–226. DOI:10.2307/2600627. JSTOR:2600627. S2CID:155591645. مؤرشف من الأصل (PDF) في 2020-02-18.
- Monbiot، George (26 يونيو 2019). "Shell is not a green saviour. It's a planetary death machine". الغارديان. مؤرشف من الأصل في 2023-01-16. اطلع عليه بتاريخ 2023-03-12.[ما العلاقة؟]
- Painter, David S (2014). "Oil and geopolitics: The oil crises of the 1970s and the cold war". Historical Social Research/Historische Sozialforschung. 186–208.
- Pickl, Matthias J. (2019) "The renewable energy strategies of oil majors–From oil to energy?." Energy Strategy Reviews 26 (2019): 100370. online
- Ratti, Ronald A., and Joaquin L. Vespignani. (2015) "OPEC and non-OPEC oil production and the global economy." Energy Economics 50 (2015): 364–378. online
- Skeet, Ian (1988). OPEC: Twenty-five Years of Prices and Politics. Cambridge UP. (ردمك 978-0521405720) online
- Van de Graaf, Thijs. (2020) "Is OPEC dead? Oil exporters, the Paris agreement and the transition to a post-carbon world." in Beyond market assumptions: Oil price as a global institution (Springer, Cham, 2020) pp. 63–77. online
- Woolfson, Charles, and Matthias Beck. (2019) "Corporate social responsibility in the international oil industry." in Corporate social responsibility failures in the oil industry.  (Routledge, 2019) pp. 1–14. online
- Yergin, Daniel (1991). The Prize: The Epic Quest for Oil, Money, and Power. (ردمك 978-1439110126) online
- Yergin, Daniel (2011). The quest : energy, security and the remaking of the modern world (2011) online

## وصلات خارجية
- الموقع الرسمي
- صندوق أوبك للتنمية الدولية